# Georg Friedrich Händel

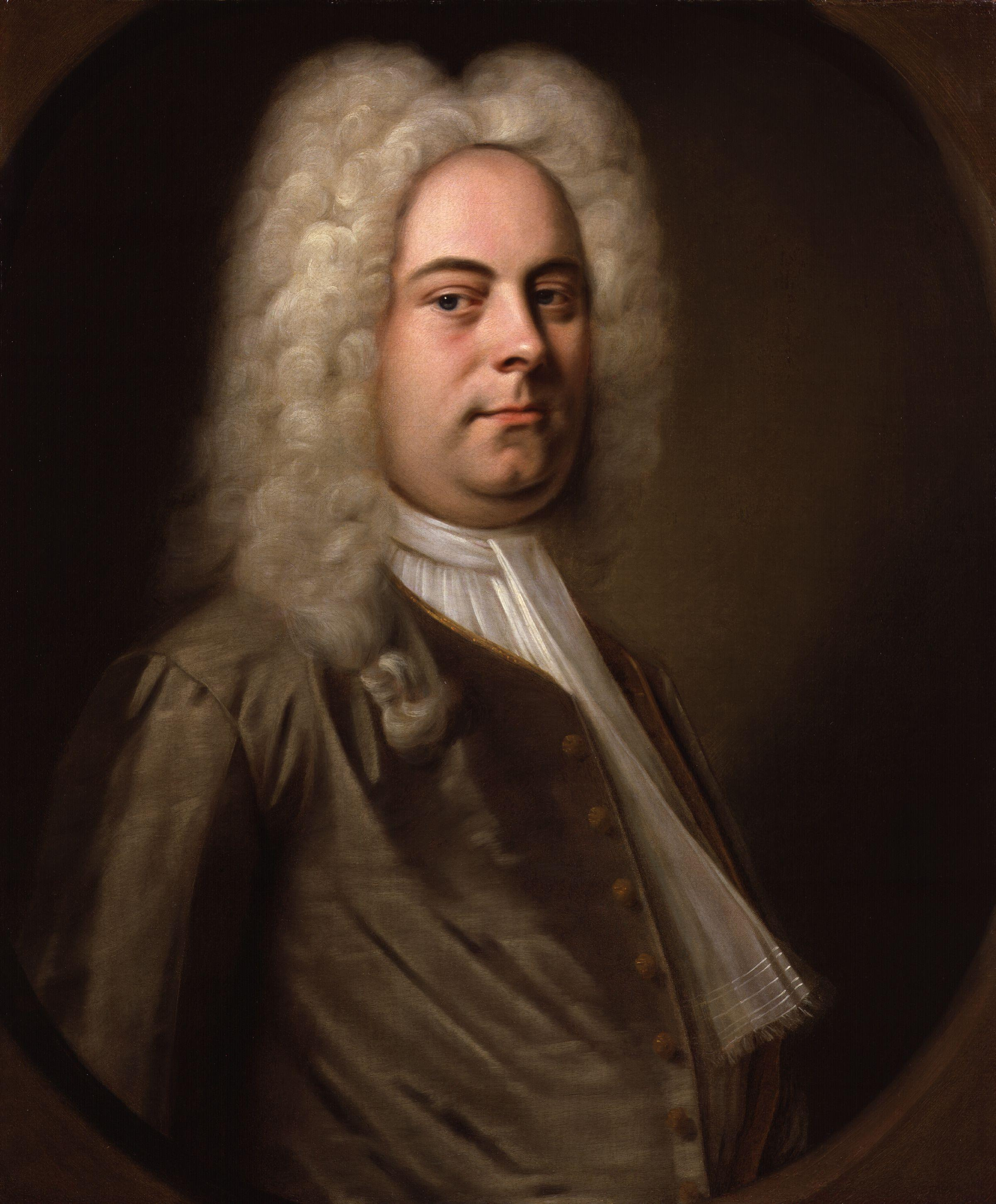
Georg Friedrich Händel

Georg Friedrich Händel (laut Taufregister Georg Friederich Händel, anglisiert: George Frideric Handel; * 23. Februarjul. / 5. März 1685greg. in Halle (Saale); † 14. April 1759 in London) war ein Komponist des Barocks, der in Deutschland, Italien und vor allem dann in England wirkte. Sein Schaffen erstreckte sich auf nahezu alle musikalischen Genres seiner Zeit und umfasst 42 Opern und 25 Oratorien – darunter Messiah mit dem bekannten Chor „Halleluja“ –, Kirchenmusik für den englischen Hof, Kantaten, Werke für Orchester sowie Kammer- und Klaviermusik. Zusätzlich war Händel auch als Opernunternehmer tätig. Er gilt als einer der bedeutendsten Musiker der Geschichte.

## Leben

### Herkunft und Jugend in Halle

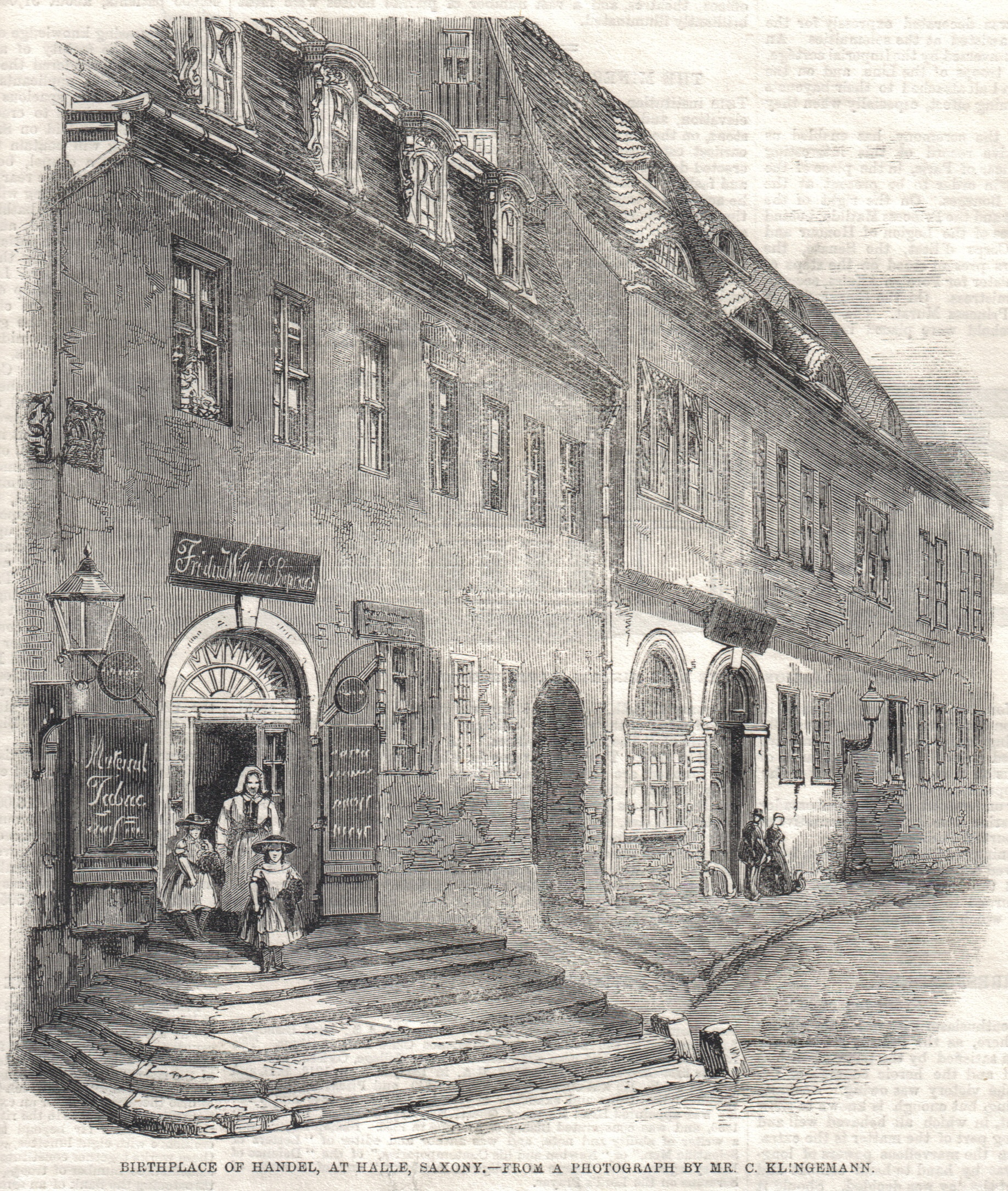
Älteste bekannte Darstellung von Händels Geburtshaus, Stich aus The Illustrated London News vom 18. Juli 1859

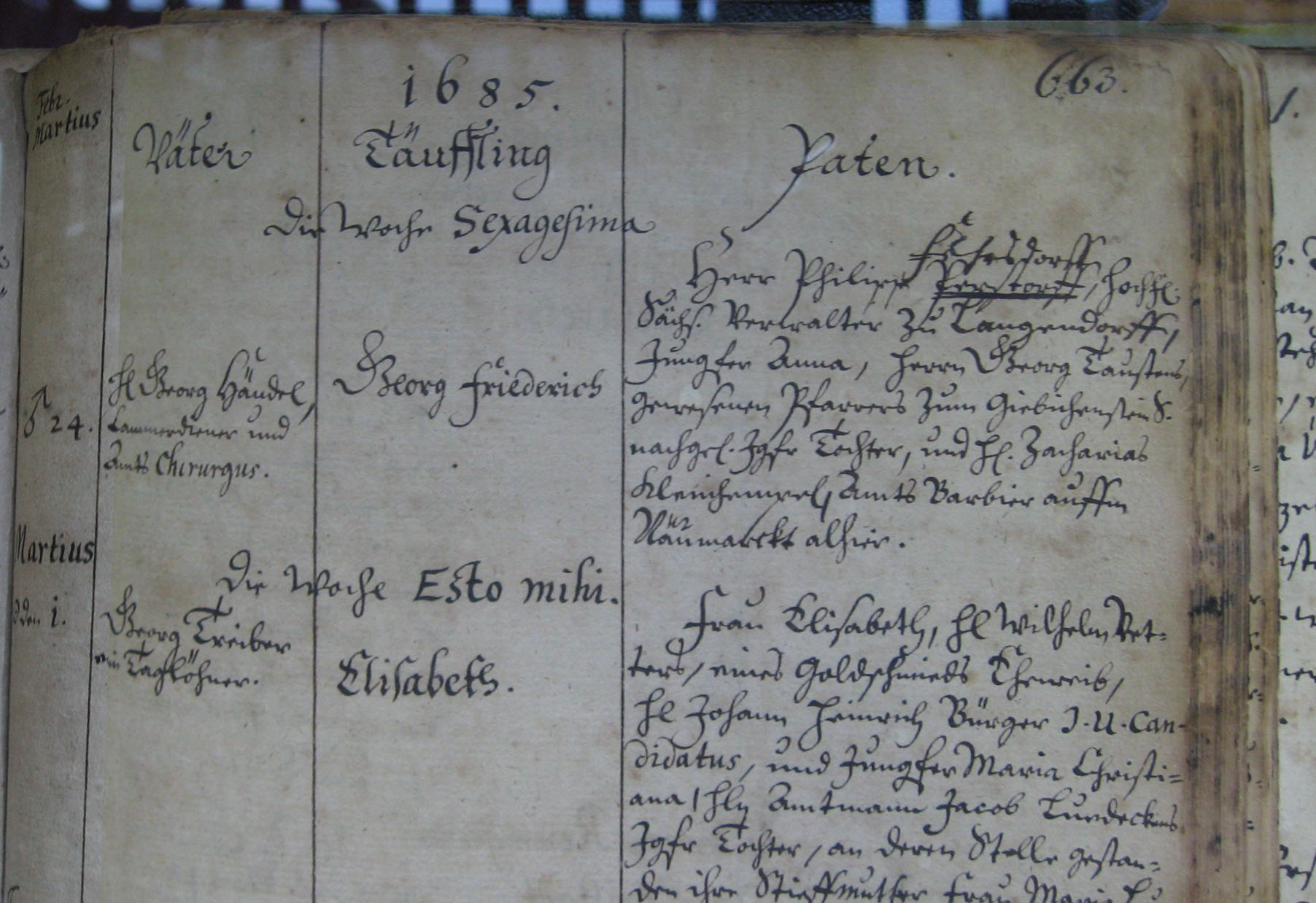
Taufeintrag Händels im Kirchenbuch der Marktkirche Unser Lieben Frauen am 24. Februar 1685 (Marienbibliothek Halle)

Stammtafel Händels

Händel wurde im selben Jahr wie Johann Sebastian Bach und Domenico Scarlatti geboren. Die einzige Quelle zu Händels Jugend ist die von dem Theologen John Mainwaring 1760 in London veröffentlichte Biografie Memoirs of the life of the Late George Frederic Handel. Die Angaben zu den frühen Jahren des Komponisten scheint Mainwaring in direkten Gesprächen mit diesem selbst gewonnen zu haben. Neuere Biografen konnten allerdings nachweisen, dass die Chronologie der von ihm geschilderten Ereignisse nicht korrekt sein kann. Da Händel selbst sich nur spärlich über seine Jugend geäußert hat, bleibt das Wissen um diesen Lebensabschnitt bruchstückhaft.
Seinem Biografen Mainwaring zufolge strebte Händels Vater Georg Händel, der von Beruf Leibchirurgus und geheimer Kammerdiener war, für seinen Sohn eine juristische Karriere an und stand dessen musikalischen Interessen äußerst ablehnend gegenüber. Mutter Dorothea Händel (geb. Taust; 1651–1730), eine Urenkelin Johannes Olearius’, widmete sich neben den zahlreichen häuslichen Pflichten der Erziehung und Ausbildung ihrer Kinder, wobei – ähnlich wie in ihrem Elternhaus – der Musik ein breiter Raum eingeräumt wurde. Gegen den anfänglichen Widerstand ihres Ehemannes förderte sie insbesondere die musische Begabung ihres Sohnes Georg Friedrich.
Der Widerstand des Vaters habe sich erst anlässlich eines Besuchs beim Herzog von Sachsen-Weißenfels auf Schloss Neu-Augustusburg gelegt, auf dem der Hofstaat des Herzogs seit 1680 residierte. Händel, damals noch keine acht Jahre alt, habe dort in Anwesenheit des Herzogs die Orgel gespielt. Dieser habe das Talent des Jungen sofort erkannt und den Vater überzeugt, Georg Friedrich als Musiker ausbilden zu lassen.
Nach der Rückkehr nach Halle wurde Händel Schüler von Friedrich Wilhelm Zachow, dem Komponisten und Musikdirektor der Marktkirche Unser Lieben Frauen. Zachows Kompositionsstil zeichnet sich einerseits durch weitgespannte Großräumigkeit und andererseits durch (besonders in den Chören seiner Kantaten) atemberaubende kontrapunktische Verdichtungen aus. Nicht nur Händel hat später thematische Materialien von Zachow aufgegriffen und kunstvoll verarbeitet, sondern auch Johann Sebastian Bach, der sich nach Zachows Tod auch um dessen Nachfolge bewarb. Händel erhielt nun bei Zachow eine grundlegende Kompositions- und Instrumentalausbildung. Ab seinem neunten Lebensjahr, heißt es bei Mainwaring, begann Händel „Kirchenstücke [Kantaten] mit [Gesangs-]Stimmen und Instrumenten zu setzen [komponieren]“. Während seiner Lehrzeit verfasste Händel auch zusätzlich eine Harfenstimme zu Zachows Kantate Herr, wenn ich nur dich habe.
Laut Mainwaring reiste Händel 1698 mit seinem Vater an den brandenburgischen Hof in Berlin. Dies kann aber spätestens Anfang 1697 gewesen sein, da Georg Händel im Februar d. J. starb. Andererseits kann das beschriebene Zusammentreffen mit den Komponisten Giovanni Bononcini und Attilio Ariosti erst später stattgefunden haben, da diese Berlin erst 1702 bzw. im späten 1697 erreichten. Möglicherweise war der junge Händel mehrmals am Berliner Hof.
Kurfürst Friedrich III., als Herzog von Magdeburg sein Landesherr, war vom Können des Zwölfjährigen so beeindruckt, dass er Händels Vater anbot, dem Sohn eine Musikausbildung in Italien zu finanzieren und ihm nach erfolgreicher Absolvierung eine Anstellung am Berliner Hof zu verschaffen. Händels Vater nahm jedoch, so Mainwaring, das kurfürstliche Angebot nicht an. Der preußische König Friedrich Wilhelm I., der als „Soldatenkönig“ in die Geschichte einging, war später ein außerordentlicher Bewunderer der Kompositionen Händels. Sein Nachfolger und Sohn Friedrich II., selbst Komponist und darüber hinaus ein exzellenter Flötist, bemühte sich nach Händels Tod vergeblich, dessen Autographe zu erwerben.
1701 machte Georg Philipp Telemann auf seiner Reise von Magdeburg nach Leipzig in Halle Station, um den „damahls schon wichtigen Hrn. Georg Fr. Händel“ kennenzulernen. Wie Telemann berichtet, ergab sich daraus eine lebenslange konstruktive und produktive Zusammenarbeit zwischen beiden Komponisten: „[…] in melodischen Sätzen […] und deren Untersuchung, hatten Händel und ich, bey öfftern Besuchen auf beiden Seiten, wie auch schrifftlich, eine stete Beschäfftigung.“ 1702 immatrikulierte sich Händel an der neugegründeten Universität in der Ratswaage in Halle, um bei Christian Thomasius Rechtswissenschaft zu studieren, der als Erster seine Vorlesungen in deutscher Sprache hielt und zur Beendigung der Hexenverfolgung beitrug. Am 13. März 1702 übernahm Händel auch den Organistenposten am Hallenser Dom für ein Probejahr, da der dortige Kantor Leporin kurzfristig entlassen worden war. Es sollte die einzige traditionelle Musikeranstellung in seinem Leben bleiben.
Wie der englische Musikgelehrte und Weltreisende Charles Burney überliefert, sagte Händel später selbst über diese Zeit: „Ich schrieb damals wie der Teufel, am meisten für die Hoboe, die mein Lieblingsinstrument war.“

### Hamburg
Im Sommer 1703 begab sich Händel nach Hamburg. Unter der Leitung des Komponisten Reinhard Keiser wurde das 1678 am Gänsemarkt als Opern-Theatrum eröffnete erste bürgerliche deutsche Opernhaus Anziehungspunkt für junge Musiker. In jenem Opernorchester spielte Händel anfangs Violine, später Cembalo. Er befreundete sich mit dem Komponisten, Dirigenten und Sänger Johann Mattheson, der später einflussreiche musiktheoretische Schriften wie Das Neu-Eröffnete Orchestre (1713), Der vollkommene Kapellmeister (1739) und das Musikerlexikon Grundlage einer Ehren-Pforte (1740) schrieb. Als an der Lübecker Marienkirche der Posten des berühmten Komponisten und Organisten Dieterich Buxtehude vakant wurde, weil dieser wegen seines hohen Alters in den Ruhestand gehen wollte, reisten Händel und Mattheson im August 1703 zusammen nach Lübeck. Aber keiner von beiden bewarb sich um die Stelle, denn der erfolgreiche Kandidat hätte gemäß der Tradition die älteste Tochter Buxtehudes heiraten müssen.
Am 5. Dezember 1704 kam es mitten in der Vorstellung von Matthesons Oper Cleopatra zu einer Auseinandersetzung zwischen Händel und Mattheson. Ersterer weigerte sich, dem Komponisten den Dirigentenplatz zu überlassen, als dieser, nachdem er sich in seiner Rolle als Antonius auf der Bühne entleibt hatte, wie üblich wieder seinen Platz am Cembalo einnehmen wollte. Der Streit führte zu einem Degenduell vor der Oper am Gänsemarkt, „welcher für uns beide sehr unglücklich hätte ablaufen können, wenn es Gottes Führung nicht so gnädig gefüget, daß mir die Klinge im Stoßen auf einen breiten, metallenen Rockknopf des Gegners zersprungen wäre“ (Mattheson). Seit diesem Ereignis bestand zwischen beiden ein gespanntes und reserviertes Verhältnis. So bekam Mattheson später von Händel trotz Bitten keinerlei biografische Daten für seine Grundlage einer Ehren-Pforte geliefert. Mattheson wiederum schaltete sich in seiner deutschen Übersetzung von John Mainwarings Händel-Biografie unentwegt mit gehässigen und abwertenden Kommentaren gegenüber Händel ein.
Am 8. Januar 1705 wurde Händels erste Oper Almira, Königin von Castilien in Hamburg aufgeführt. Händel war damit für den nach Weißenfels vor seinen Gläubigern geflohenen Operndirektor Keiser in die Bresche gesprungen, welcher seine schon fertige gleichnamige Oper nun hier nicht herausbringen konnte, weil Händel in seiner Abwesenheit den Kompositionsauftrag erhielt. Zur Premiere allerdings war Keiser wieder in Hamburg und ergänzte Händels Oper mit einem eigenen Epilog. Die Begegnung mit Reinhard Keiser war für Händels Entwicklung als Komponist von entscheidender Bedeutung. Zeitlebens begleiteten ihn Keisers Melodien und Einfälle und tauchen in zahlreichen seiner eigenen Werke wieder auf. Er entnahm vielen Opern Anleihen, besonders der Octavia (1705), und vermutlich befanden sich viele Keiser’sche Partituren in seinem Reisegepäck nach Italien.
Nach dem großen Erfolg seiner Almira ließ er schon am 25. Februar 1705 seine zweite Oper mit dem Titel Die durch Blut und Mord erlangte Liebe, oder: Nero folgen. Diese Oper hatte, wohl wegen des schwachen Librettos, nur drei Vorstellungen und wurde dann abgesetzt. Während die Partitur dieses Werkes verschollen ist, bietet die erhaltene Almira mit ihrer Mischung aus deutscher und italienischer Form sowie Sprache ein lehrreiches Beispiel für die damals am Theater am Gänsemarkt vorherrschende Opernform. Viele Themen und Kontrapunkte aus seiner ersten Oper verarbeitete Händel in späteren Werken. So baute er mit dem Thema Lebet beglücket, höchst seeliges Paar, das Almira im Rezitativ (3. Akt, Szene XVIII) intoniert, wenig später in Italien den grandiosen Schlusschor Gloria Patri vom Dixit Dominus.
In Hamburg komponierte Händel 1706 noch eine weitere Oper: Florindo und Daphne, die aber solchen Umfang annahm, dass sie in zwei Werke aufgeteilt werden musste: Der beglückte Florindo und Die verwandelte Daphne. Zur Uraufführung dieser Doppeloper Anfang 1708 war Händel aber längst in südlichen Gefilden. Auch die Musik gilt größtenteils als verschollen. Nachdem Händel schon mehrmals Angebote von adligen Mäzenen für eine Italienreise abgelehnt hatte, darunter wahrscheinlich eines von Ferdinando de’ Medici, reiste er im Sommer oder Herbst 1706 auf eigene Kosten nach Italien. Er ließ zwei Kisten mit Kompositionen zurück, die allerdings heute verloren sind.
Inspiriert von den kontrapunktischen Lektionen von Friedrich Wilhelm Zachow und der Melodien-Erfindungsgabe von Reinhard Keiser, machte er sich also auf den Weg, die italienische Schreibweise kennenzulernen.

### Italien
Händels Studienreise durch Italien währte vier Jahre. Er machte unter anderem Station in Florenz, Rom, Neapel und Venedig. Die genauen Daten seiner Aufenthalte in diesen Städten sind nur teilweise bekannt: zunächst Florenz, dann ab 14. Januar 1707 Rom, ab Herbst 1707 Florenz, seit Februar 1708 wieder Rom, Ende April 1708 Neapel, Juli 1708 Rom und irgendwann 1709 Venedig, Florenz und wieder Venedig. Im Frühjahr 1710 reiste er in Richtung Heimat ab. In Rom war Francesco Maria Marescotti Ruspoli einer seiner größten Förderer.
Aus jener Zeit sind viele Anekdoten überliefert, so von Treffen mit Arcangelo Corelli und Antonio Lotti sowie Alessandro und Domenico Scarlatti. Händel wurde hier als „Il Sassone“ (der Sachse) berühmt. Als Domenico Scarlatti auf dem Karneval in Venedig den maskierten Händel inkognito auf einem Cembalo spielen hörte, soll er ausgerufen haben: „Das ist entweder der berühmte Sachse oder der Teufel!“ Mainwaring berichtet, dass es zwischen Corelli und Händel zu Meinungsverschiedenheiten über die Ausführung der doppelten Punktierung in den langsamen Ecksätzen der (ursprünglichen) französischen Ouvertüre zu Il trionfo del Tempo e del Disinganno kam. Ungeduldig soll Händel Corelli die Geige aus der Hand gerissen haben, um zu demonstrieren, wie er sich die Ausführung dieser Punktierung wünschte. Corelli, ein liebenswürdiger Mann, sagte daraufhin: “Ma, caro Sassone, questa Musica è nel Stylo Francese, di ch’io non m’intendo” („Aber mein lieber Sachse, diese eure Musik ist nach dem französischen Stil eingerichtet, darauf ich mich gar nicht verstehe“). Corelli zum Gefallen komponierte Händel eine neue Ouvertüre im italienischen Stil.
In Italien brachte Händel zwei Opern auf die Bühne, den Rodrigo (November 1707) in Florenz und die Agrippina (26. Dezember 1709) in Venedig. Das Libretto zur Agrippina verfasste Vincenzo Grimani, Kardinal und Vizekönig von Neapel (1652–1710). Diese Oper gilt allgemein als der eigentliche Durchbruch in Händels Opernstil. Die Ouvertüre zu Agrippina, mit dem erregt tremolierenden Fugenthema über ein kleines Hexachord, zählt zu Händels herausragendsten Opern-Ouvertüren. Für Rom, wo auf Grund kriegerischer Ereignisse und eines Erdbebens Opernaufführungen durch Papst Clemens XI. verboten waren, schuf er zwei Oratorien, das geistliche La Resurrezione (Frühjahr 1708) und das allegorische Il Trionfo del Tempo e del Disinganno (Frühjahr 1707). Den Text zu Il Trionfo verfasste Kardinal Benedetto Pamphili. Dieser war neben Kardinal Pietro Ottoboni ein bedeutsamer Gönner und Förderer Händels. Den Stoff Il Trionfo bearbeitete Händel in London noch zweimal: 1737 und zuletzt 1757 als The Triumph of Time and Truth (Der Triumph der Zeit und der Wahrheit).
Des Weiteren komponierte Händel in Italien das berühmte Dixit Dominus (Psalm 110), die Serenata Aci, Galatea e Polifemo (Neapel 1708) sowie zahlreiche Chor- und Solokantaten. Er begründete damit in Italien seinen späteren Weltruhm.
1709 erhielt Händel als Reaktion auf die sensationelle Premiere der Agrippina in Venedig eine Einladung an den Hof des Kurfürsten Georg Ludwig von Hannover. Gleichzeitig sprach Charles Montagu, Earl of Manchester eine Einladung an den englischen Hof aus. Händel, auch noch mit einem Empfehlungsschreiben für Prinz Karl von Neuburg in Innsbruck ausgestattet, wandte sich zunächst Innsbruck zu, welches er aber am 9. März 1710 wieder verließ. Am 4. Juni 1710 erreichte er (sicherlich nach einem Aufenthalt in Halle) Hannover, und schon wenige Tage später wurde ihm dort der Posten des Kapellmeisters für jährlich 1500 Reichsthaler angeboten. Er nahm das Angebot an, ließ sich aber zusichern, hin und wieder für längere Zeiträume vom Hof abwesend sein zu dürfen. Diese Option nutzte er bald aus: Schon gegen Ende des Jahres reiste er nach London.

### Erste Jahre in London

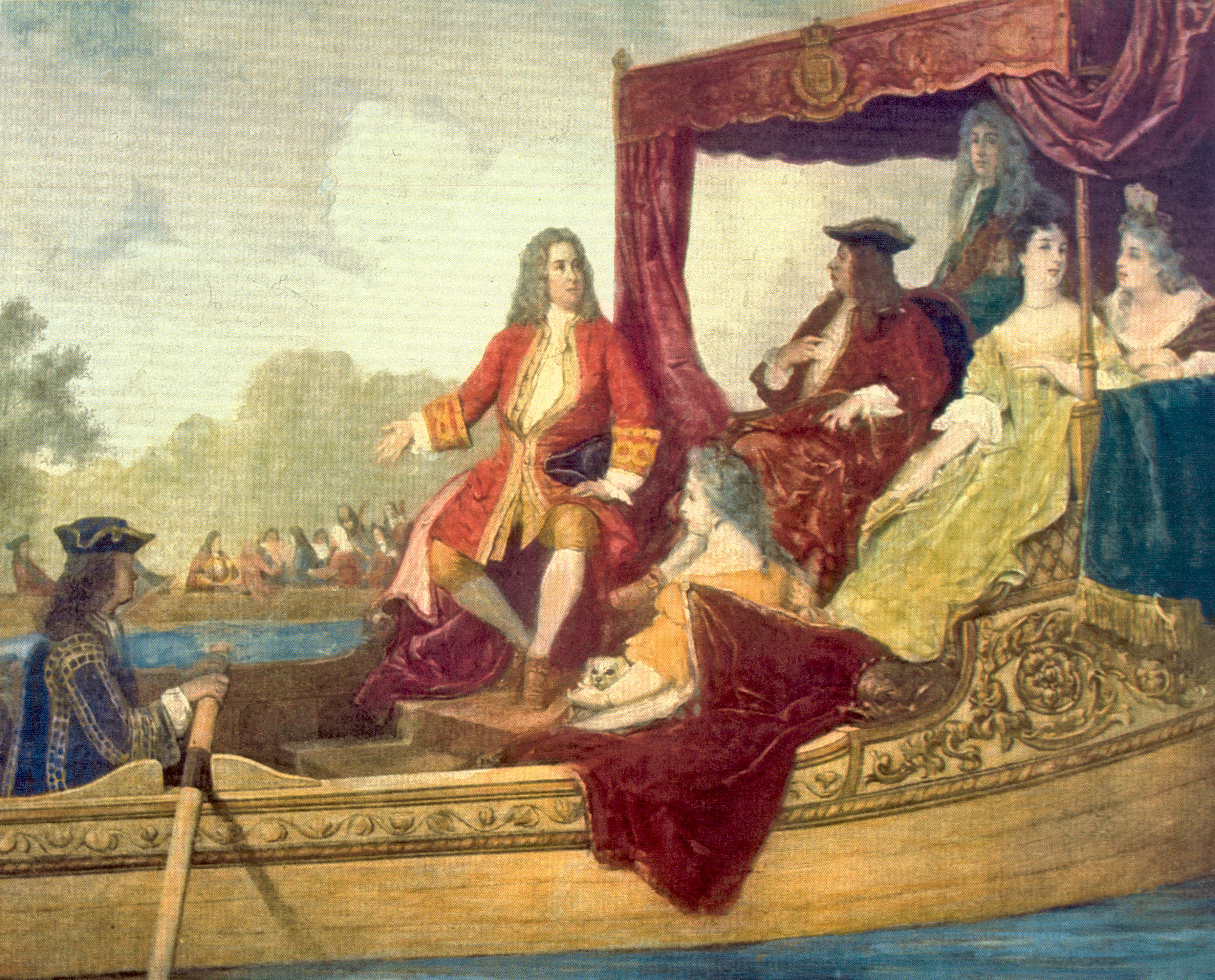
Händel (Mitte) mit Georg I. auf einer Bootsfahrt auf der Themse

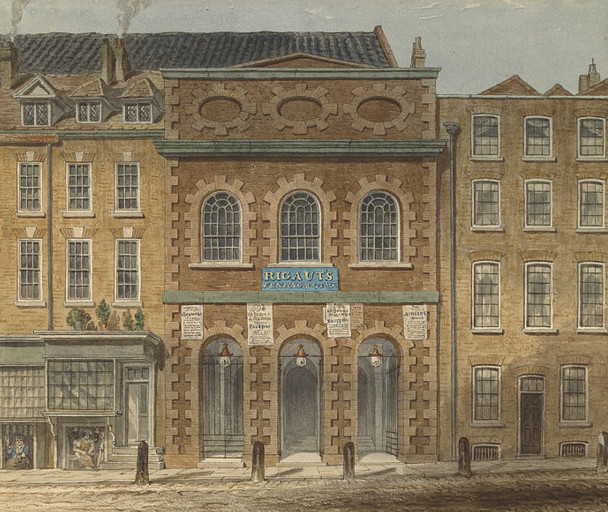
Das Queen’s Theatre (ab 1714 King’s Theatre) am Haymarket in London. Hier wurden die meisten Opern Händels aufgeführt.

Wie lange Händel in England bleiben wollte, wissen wir nicht, jedenfalls schreibt Mainwaring: „Seine Begierde war noch nicht gesättiget und so weit davon entfernet, solange noch ein musikalischer Hof zu finden war, den er nicht gesehen hatte.“ Er blieb zunächst ein Jahr in London und reizte damit sein Urlaubsmaximum aus. Hier war gerade fünf Jahre zuvor das Königliche Theater am Haymarket („Queen’s Theatre“) mit einer Oper des Deutschen Greber eröffnet worden. Das war alles, was London an italienischer Oper bislang zu bieten hatte, eine englische Oper gab es nicht.
An diesem Theater erntete Händel am 24. Februar 1711 seinen ersten großen Erfolg in England mit der Uraufführung seiner Oper Rinaldo. So erfolgreich die Musik war, so umstritten waren die eingesetzten Bühneneffekte, derer es viele gab und die von Kritikern als kindisch und absurd verurteilt wurden. So ließ man während einer Gleichnis-Arie, in der die Vögel das Vergleichsobjekt waren, Spatzen auf die Bühne fliegen.
Aus dieser Oper stammt die bekannte Sarabanden-Arie Lascia ch’io pianga (it. „Lass mich beweinen mein grausames Schicksal“) mit einem Thema, das Händel zuvor schon in Almira und Il Trionfo verwandt hatte. Sie gehört, neben Cleopatras V’adoro, pupille, saette d’Amore aus Julius Cäsar und dem Largo (eigentlich ein Larghetto) Ombra mai fu aus der Oper Xerxes, seit fast drei Jahrhunderten zum Standardrepertoire berühmter Sänger und Sängerinnen. Nach dem Ende der Opernsaison kehrte Händel Anfang Juni 1712 nach Hannover zurück, nicht ohne zwischendurch eine Einladung an den Düsseldorfer Hof des Pfalzgrafen Johann Wilhelm angenommen zu haben. Dieser stattete ihn mit einem Entschuldigungsschreiben für Hannover aus, in dem er bedauerte, dass er Händel aufgehalten habe. Dort angekommen, schrieb Händel für die Kurprinzessin und spätere britische Königin Caroline von Brandenburg-Ansbach unter anderem eine Reihe von Vokalduetten und „eine Menge von Sachen für Stimmen und Instrumente“ (Mainwaring).
Nach nur wenigen Monaten ersuchte Händel den Kurfürsten, nach London zurückkehren zu dürfen, was ihm erlaubt wurde „mit dem Bedinge, sich nach Verlauf einer geziemenden Zeit wieder einzustellen“ (Mainwaring). Im Oktober 1712 reiste Händel wieder nach London, verbrachte dort – von Reisen abgesehen – den Rest seines Lebens und wurde zum berühmtesten und einflussreichsten Komponisten des Landes.
Händel wohnte zunächst ein Jahr bei einem reichen Musikliebhaber namens Andrews in Barn Elms, Surrey (dem heutigen Barnes). Drei weitere Jahre lebte er beim Earl of Burlington in London (Piccadilly). Die Hauptwerke dieser Periode sind vier italienische Opern und das Utrechter Te Deum und Jubilate im Auftrag von Königin Anne, nach dessen Aufführung sie ihm eine lebenslange Pension von 200 Pfund jährlich gewährte.
Obwohl Händel seine Abwesenheit vom Hof in Hannover weit überdehnte, ist kein Versuch des Kurfürsten Georg dokumentiert, ihn an seine Verpflichtung in Hannover zu erinnern. Im Oktober 1714 wurde der Kurfürst in der Londoner Westminster Abbey als Georg I. zum König von Großbritannien und Irland gekrönt. In seinem Auftrag komponierte Händel später die Wassermusik, die bei einem Fest auf der Themse wahrscheinlich erstmals 1717 gespielt wurde. Der König verdoppelte Händels Gehalt. Später wurde Händel auch der Musiklehrer der Töchter des Königs. (Händel gab später an, nur Prinzessin Anne unterrichtet zu haben.) 1716 folgte er dem König kurzzeitig zurück auf deutschen Boden, wo er auch seine Verwandten in Halle besuchte und einen Abstecher nach Ansbach machte. Hier traf Händel auch seinen Kommilitonen Johann Christoph Schmidt (1683–1763) aus der halleschen Studienzeit wieder. Dieser ging mit Händel nach London und wurde bis zu seinem Tod dessen Sekretär, Buchhalter und musikalischer Assistent. Schmidts Sohn gleichen Namens, engl. John Christopher Smith (1712–1795), übernahm dann diese Funktionen und tat sich darüber hinaus als Komponist und Bearbeiter Händel’scher Werke hervor, besonders nach dessen Tod.
In dieser Zeit komponierte Händel die Passion Der für die Sünde der Welt gemarterte und sterbende Jesus, nach einer damals beliebten Dichtung des Hamburgers Barthold Heinrich Brockes. Diese wurde aber erst 1719 ebenda aufgeführt. Dieser Text wurde auch von Reinhard Keiser, Johann Mattheson und Georg Philipp Telemann vertont, und selbst Johann Sebastian Bach benutzte daraus manche Arientexte für seine Johannes-Passion.

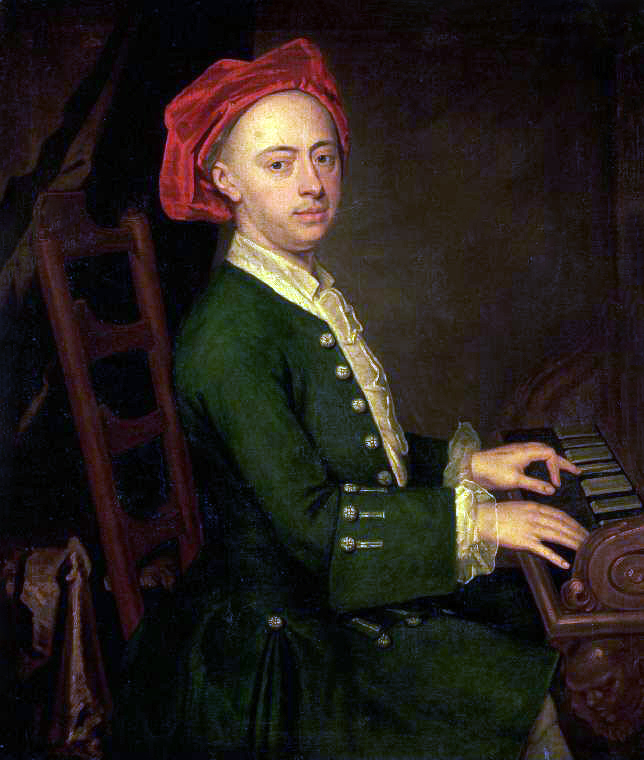
„Chandos Portrait“ Händels (um 1720)

Nach seiner Rückkehr nach Großbritannien trat er im Sommer 1717 als Hauskomponist in die Dienste des Earl of Carnarvon, des späteren Duke of Chandos. Hier versammelte sich ein progressiver Literatenkreis, dem auch John Gay und Alexander Pope angehörten. Händels Werke, die er für die Herzogsresidenz Cannons in Edgware komponierte, umfassen die elf Chandos Anthems sowie die erste Fassung von Esther und die völlig neue englische Fassung von Acis and Galatea (Masque) (Text: John Gay). In Cannons vollendete Händel wahrscheinlich auch die 1720 im Selbstverlag veröffentlichten Suites de Pièces pour le Clavecin (1. Sammlung), die unter anderem die bekannten Variationen enthalten, denen man später den Namen The Harmonious Blacksmith („Der harmonische Grobschmied“) gab.
Der Name des Ortes Cannons (auch Canons) war zugleich Programm: Der Duke of Chandos und sein Kreis brachten auf diese Weise zum Ausdruck, dass es um die Errichtung von musikalischen Maßstäben ging (lat. canon, griech. kanón, dt. Kanon: Maßstab, Richtschnur, Regel).

### Blüte der Oper
Händels Aufenthalt in Cannons endete etwa im Frühjahr 1719, als die Vorbereitungen für ein neues Opernunternehmen auf Subskriptionsbasis am King’s Theatre begannen, die Royal Academy of Music mit Händel als musikalischem und dem Schweizer Johann Jacob Heidegger als Verwaltungsdirektor. Für die Anwerbung einer Sängertruppe, insbesondere des Starkastraten Senesino, reiste Händel nach Dresden, war aber nur teilweise erfolgreich: Er konnte für die anstehende Saison nur die Sopranistin Margherita Durastanti gewinnen, die er schon aus Italien kannte (Agrippina). Senesino kam erst ein Jahr später und blieb bis zum Zusammenbruch der Akademie (1728) für eine Gage von zuletzt 2000 Pfund pro Jahr.
Händels erste und sehr erfolgreiche Oper für diese Opernakademie, Radamisto, wurde erstmals am 27. April 1720 aufgeführt. Neben Händel beschäftigte die Akademie zeitweise noch die Komponisten Giovanni Bononcini und Attilio Ariosti. Das Publikum spaltete sich in Parteien, die sich entweder hinter Händel oder Bononcini stellten. Insbesondere in der Anfangszeit waren Bononcinis Aufführungen erfolgreicher als Händels. Händels Dominanz wurde erst etwa ab der dritten Saison spürbar, und in den folgenden Jahren schrieb er einige seiner bedeutendsten und heute populärsten Opern wie Giulio Cesare, Tamerlano und Rodelinda.
Nach heutigen Erkenntnissen war die Opernakademie von Anfang an unterfinanziert und nur in den besten Zeiten wirtschaftlich tragfähig. Das Management versuchte dadurch zum Erfolg zu kommen, dass es noch mehr Starsänger einkaufte. Ab Januar 1723 wurde Francesca Cuzzoni für zunächst 1500 Pfund pro Saison und ab Mai 1726 Faustina Bordoni, die spätere Ehefrau des Dresdner Hofkomponisten Johann Adolph Hasse, für unglaubliche 2500 Pfund für die Spielzeit engagiert. Beide Primadonnen waren miteinander verfeindet. Am 6. Juni 1727 beschimpften und schlugen sie sich, lautstark angefeuert von ihren jeweiligen Anhängern, während der Vorstellung auf offener Bühne. Durch die hohen Gagen, die beide Sängerinnen und Senesino erhielten, wurde das Opernunternehmen nicht nur finanziell sehr stark belastet, sondern man fragt sich heute, wie es überhaupt zeitweise funktionieren konnte, denn das Gesamtbudget einer Opernspielzeit wurde von der Ipswich Gazette für die Spielzeit 1732/33 mit zwischen 9.000 und 12.000 Pfund angegeben. Selbst wenn der Etat für Händels erste Opernakademie etwas höher gewesen sein mochte, mussten doch die 8.000 Pfund für die drei Sänger und Händel erst einmal aufgebracht werden, und dabei waren der Impresario, die anderen Sänger, Theatermiete, Orchester, Bühnenbild, Kostüme noch nicht bezahlt. (Händel bekam für das Komponieren und Kopieren einer Oper 1.000 Pfund. Pro Spielzeit schrieb er meist zwei Opern.) Hinzu kam, dass sich der Publikumsgeschmack zunehmend leichteren und politisch-satirischen englischsprachigen Musikdarbietungen zuneigte, wofür 1728 der rauschende Erfolg von John Gays und Johann Christoph Pepuschs The Beggar’s Opera symptomatisch war. Höhepunkt der Bettleroper soll eine Parodie auf Händels populären „Kreuzrittermarsch“ aus dessen Rinaldo gewesen sein – gesungen von „Bettlern“, „Dieben“ und „Gaunern“. (Die Oper stand Modell für Die Dreigroschenoper von Bertolt Brecht und Kurt Weill.) Nach der Saison 1727/28 wurde die Opernakademie aufgelöst. Persönlich nahm Händel, der seit 1727 englischer Staatsbürger war, an dem Scheitern der Akademie jedoch keinen Schaden.
Auch finanziell erging es Händel zu dieser Zeit gut, das Geschäft mit seiner eigenen Musik blühte. So war er etwa am Verkauf von Eintrittskarten und Noten beteiligt; die Pension, die er vom englischen Königshaus erhielt, machte nur etwa ein Viertel seines Einkommens aus. Abgesehen von der Südseeblase, durch die auch Händel im Jahre 1721 viel Geld verlor, ging er mit seinem Vermögen geschickt und vorsichtig um, indem er etwa in Staatsanleihen der Bank von England investierte, und verdiente so zeitweise umgerechnet bis zu einer Million Euro im Jahr. In dieser Zeit kaufte Händel auch das Haus in der Lower Brook Street (Nähe Hanover Square), in dem er bis zu seinem Tode wohnte.
1727 wurde Händel durch ein eigens für ihn entworfenes Gesetz englischer Staatsbürger.

### Niedergang der Oper

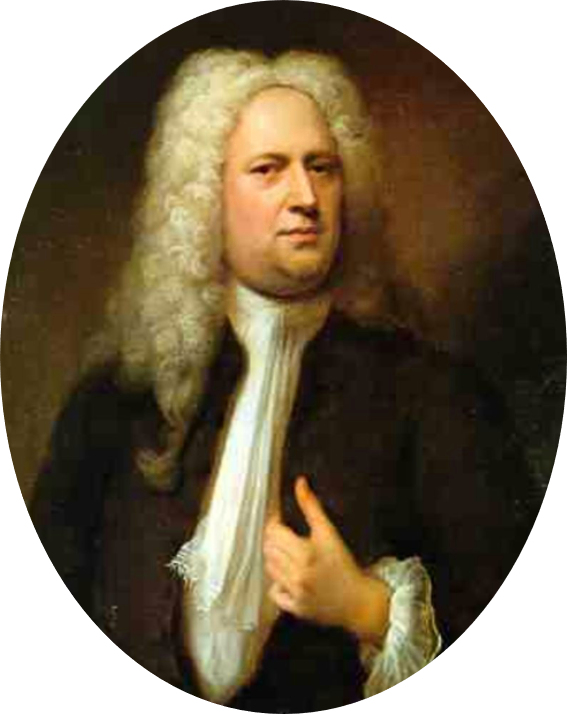
Georg Friedrich Händel, Porträt von Balthasar Denner (1733)

Nach der Auflösung der Opernakademie startete Händel gemeinsam mit Johann Jacob Heidegger (diesmal Impresario) ein neues Unternehmen, das in der Literatur auch als „die zweite Opernakademie“ bezeichnet wird. Sie übernahmen den Fundus der Akademie, mieteten das King’s Theatre für fünf Jahre und Händel reiste im Februar 1729 nach Italien, um neue Sänger anzuwerben. Nach den schlechten Erfahrungen mit dem extravaganten Konzept der ersten Opernakademie war das neue Ensemble durchweg bescheidener angelegt, u. a. mit dem Altkastraten Antonio Bernacchi als neuem Star, der Sopranistin Anna Strada del Pó und Händels altem Schulfreund aus Halle, dem Bassisten Johann Gottfried Riemschneider. Auf der Rückreise im Frühsommer 1729 besuchte Händel vermutlich seine Mutter in Halle und machte in Hannover (Anfang Juni) und Hamburg Halt.
Das neue Opernunternehmen eröffnete am 2. Dezember 1729 mit Lotario, hatte aber nur moderaten Erfolg, so dass für die nächste Saison wieder Senesino als Zugnummer engagiert wurde. Eher zufällig wurde Händels Interesse auf das Oratorium gelenkt. 1732 wurden seine beiden englischsprachigen Masques Esther und Acis and Galatea (Masque) aus der Cannons-Zeit unautorisiert gespielt. Händel antwortete jeweils schnell darauf, indem er eigene neue Fassungen erstellte und mit Erfolg aufführte.
Die nächste Saison 1732/33 bestritt er weitgehend mit der Aufführung von Oratorien. Darunter war auch das überwiegend aus altem Material bestehende Oratorium Deborah. Im Sommer reiste Händel mit seinem Ensemble nach Oxford. Dort brachte er im Sheldonian Theatre der Universität sein Oratorium Athalia erfolgreich zur Uraufführung. Das Halleluja in d-Moll, das den ersten Akt beschließt, ist eine Doppelfuge über die sechs geteilten Solmisationssilben UT-FA RE-SOL MI-LA: Händels Hommage an Guido von Arezzos (~992–1050) Hexachord-System. Als Gegenthema (Kontrasubjekt) zu Arezzos geteilten Silben (Syllaben) erwählte Händel, leicht figuriert, das Hauptthema (Subjekt) der Fuge aus seiner achten f-Moll-Claviersuite, HWV 433. Einem Pressebericht zufolge sollte ihm von der Universität die Ehrendoktorwürde verliehen werden, die er aus unbekannten Gründen ablehnte. Der Erfolg seiner Athalia in Oxford veranlasste Händel jedoch keineswegs, die niedergehende italienische Oper aufzugeben.
Im Dezember 1733 wurde von einer rivalisierenden Operngesellschaft die Opera of the Nobility (die sogenannte Adelsoper) im Lincoln’s Inn Fields Theatre eröffnet, mit Nicola Antonio Porpora als Komponisten. Zuvor hatte diese Gesellschaft fast Händels gesamtes Sängerensemble einschließlich Senesino abgeworben, nur die Sopranistin Anna Maria Strada blieb bei Händel. Da es in London keinen Markt für zwei konkurrierende Opernhäuser gab, kam es zu einem ruinösen Wettbewerb. Die Situation verschärfte sich noch dadurch, dass zum Ende der Saison Händels Mietvertrag auslief und Heidegger das King’s Theatre an die Adelsoper vermietete. Dazu gelang es der Adelsoper noch, den berühmten italienischen Kastraten Farinelli zu engagieren.
Die beiden Opernunternehmen spalteten nicht nur das Londoner Opernpublikum in zwei Lager, sondern auch die königliche Familie. So protegierte der Prince of Wales Friedrich Ludwig von Hannover die Adelsoper. Händels Meisterschülerin Prinzessin Anne ergriff dagegen leidenschaftlich Partei für Händel. Noch viele Jahre später, 1770 in Bologna, erzählte Farinelli Charles Burney, wie er nach seiner Ankunft in London „zum ersten Male bei Hofe“ dem König Georg II. vorsang. Dabei habe „ihm die königliche Prinzessin, die nachmalige Prinzessin von Oranien, mit dem Flügel (d.h. auf dem Cembalo) begleitet, welche verlangte, dass er zwei von Händels Arien vom Blatt [prima vista] wegsingen sollte, die in einem Schlüssel und einer Schreibart gesetzt waren, welche er gar nicht gewohnt war“. Annes Kunst im Generalbassspiel wurde noch 1763 von Friedrich Wilhelm Marpurg in seinen Kritischen Briefen über die Tonkunst erwähnt. Händel selbst vertraute einmal dem aus Hamburg stammenden Groninger Organisten Jacob Wilhelm Lustig an, dass sie für ihn „die Blüte aller Prinzessinnen“ sei.
Händel zog nun in das neuerbaute Covent Garden Theatre um und führte das Opernunternehmen (also die „dritte Opernakademie“) in eigener Regie und auf eigene finanzielle Verantwortung. Trotz des Dahinsiechens des Unternehmens komponierte er in dieser Zeit Werke wie Ariodante und Alcina, die zusammen mit Orlando zu den bedeutendsten nach dem Zusammenbruch der ersten Akademie zählen. 1737 kam es zum Bankrott, aber auch die Adelsoper ging pleite und musste aufgelöst werden. Wieder war ein Werk der populäreren „leichten Muse“ der Grund für den Untergang des Unternehmens: die Opernparodie The Dragon of Wantley (Libretto: Henry Carey) des deutschen Komponisten Johann Friedrich Lampe. Diese hatte insgesamt mehr Vorstellungen als seinerzeit die Bettleroper. Händel erlitt einen Schlaganfall mit Lähmungserscheinungen, erholte sich bei einem Kuraufenthalt in den Aachener Thermalquellen in Burtscheid jedoch schnell wieder und komponierte mit der alten Produktivität.

### Zeit der Oratorien

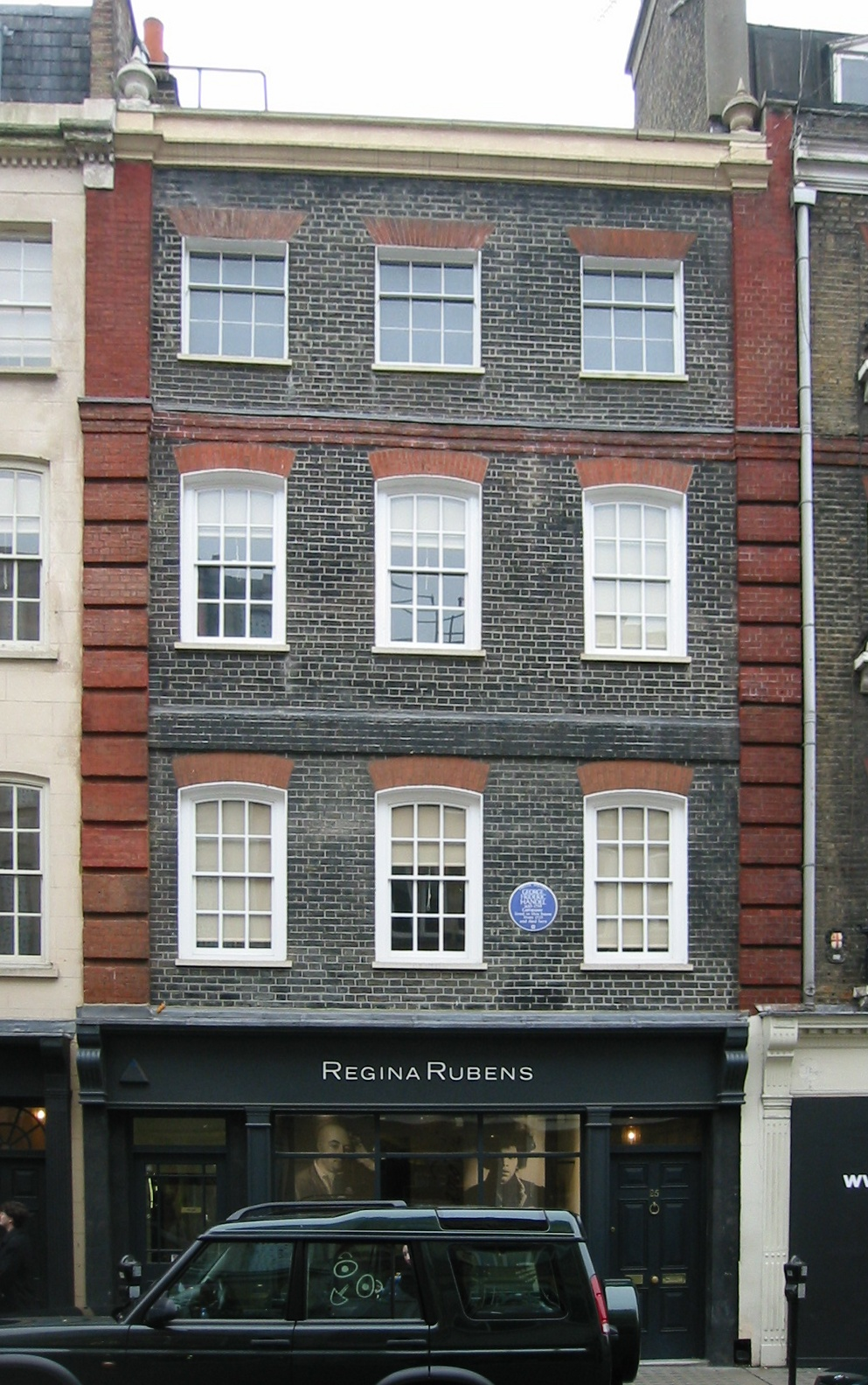
Händels Wohnhaus in London, heute Handel & Hendrix in London

Wenngleich Händel bis zu seiner letzten Oper Deidamia 1741 noch zahlreiche Versuche unternahm, die Oper fortzuführen, trat 1739 mit Saul und Israel in Egypt allmählich das Oratorium in den Vordergrund. Dazu kamen Wiederaufnahmen früherer Werke, darunter auch das 1736 komponierte Alexander’s Feast or The Power of Music, dem Händel 1739 eine Ode for St. Cecilia’s Day hinzufügte. Den Text zu beiden Cäcilienoden – Gedichte zu Ehren der heiligen Cäcilia – hatte John Dryden verfasst. Drydens Ode gilt als Meisterwerk englischer Dichtkunst. Bald darauf, 1740, vertonte Händel Verse eines weiteren großen englischen Dichters: L’Allegro, il Penseroso ed il Moderato von John Milton. Der dritte Teil Il Moderato war allerdings nicht aus der Feder von Milton, sondern von Charles Jennens (1700–1773), dem Librettisten von Händels Oratorien Saul, Messiah und Belshazzar.
Eine Reise Händels 1740 nach Deutschland ist kaum dokumentiert. Möglicherweise hatte er noch Absichten, ein neues Opernunternehmen zu gründen, und war auf der Suche nach Sängern; oder er war am Berliner Hof, wie es der Hamburger Relations-Courier meldete, um seine beruflichen Chancen in Deutschland zu prüfen.
1742 weilte Händel in Dublin und brachte dort sein Oratorium Messiah zugunsten von Schuldgefangenen und Armenkrankenhäusern zur Uraufführung. Die Alt-Partie sang Susanna Maria Cibber (1714–1766), eine Schwester des Komponisten Thomas Augustin Arne, die bald danach in London erste Schauspielerin am Theater des berühmten Shakespeare-Darstellers David Garrick wurde. Auch später in London überließ Händel die Erlöse seiner Messiah-Aufführungen Armen und Entrechteten. Hinter der Themenskizzierung für die Amen-Fuge notierte Händel eine irische Tanzmelodie, die er (in deutscher Sprache) als „Ballet“ D[e]r arme Irische Junge bezeichnete. Einmal jährlich führte er Messiah zugunsten des Londoner Foundling Hospital auf, dessen ehrenamtlicher Co-Direktor er neben William Hogarth war, dem sozialkritischen Maler, Grafiker und Verfasser der Analysis of Beauty. Kurz vor seiner Rückreise nach London begegnete Händel noch dem schon geistig verwirrten Autor von Gullivers Reisen, Jonathan Swift.
Nach dieser Zeit komponierte Händel keine Opern mehr. Stattdessen gab es von 1743 bis 1752 eine durchgehende Reihe von ein bis zwei neuen Oratorien pro Saison, die meisten davon zu Themen aus dem Alten Testament, aber auch die weltlichen Musikdramen Hercules und Semele, deren Sopranpartien, wie in vielen Werken seit 1737, für Händels neue Primadonna Elisabeth Duparc „la Francesina“ komponiert wurden. Beide Werke, obwohl von Händel nicht so gedacht, werden heute manchmal szenisch aufgeführt und beinahe als englische Opern angesehen, zumal der Text zu Semele ein reines Opernlibretto war.
Noch etliche Zeit versuchten Adelskreise Händel, der sich nun ganz dem Oratorium zugewandt hatte, zu Fall zu bringen. „Die ganze Operngesellschaft ist in Rage über Händel“, notierte eine Zeitgenossin. Anders als zu Zeiten der Adelsoper hatte er zwar als Oratorienkomponist keine Konkurrenz, aber seine Gegner konnten an den Abenden seiner Aufführungen Bälle und Bankette geben, um ihm zu schaden. Breite Bevölkerungsschichten erreichte er bald mit seinen „Siegesoratorien“ nach dem Jakobitenaufstand von 1745, von denen Judas Maccabaeus neben Messiah das zu seinen Lebzeiten populärste Oratorium wurde. Zur Arie des Judas Maccabaeus With honour let desert be crown’d im dritten Akt komponierte Händel ein außergewöhnliches Solo für Trompete, denn ausnahmsweise band Händel für sein Trompetensolo den (bis heute) als „unnatürlich“ geltenden siebenten Teilton auf der Naturtrompete mit ein und brachte mit diesem Kunstgriff die „Doppelnatur des Trompetenklangs“ zur Geltung. Händel bildete mit dem siebten Teilton die Mollterz, wodurch sein „Trompetenklang“ permanent zwischen elegischem a-moll und kriegerischem (teils auch festlichem) D-Dur wechselt. In das Oratorium fügte Händel später zudem den Chor der Jünglinge See, the conqu’ring Hero comes aus dem Oratorium Joshua ein, dessen Melodie später in Deutschland das Adventslied Tochter Zion, freue dich (EG 13) wurde.
Im Jahre 1745 verlieh die 1738 vom Arzt, Mathematiker und Musikwissenschaftler Lorenz Christoph Mizler gegründete Leipziger Correspondierende Societät der musicalischen Wissenschaften Händel die Ehrenmitgliedschaft. Zu den Mitgliedern zählten unter anderem auch Georg Philipp Telemann und Johann Sebastian Bach. (Letztes Mitglied sollte um 1755 Leopold Mozart werden, danach löste sich die Societät auf.)

### Das letzte Jahrzehnt
Im Sommer 1750 unternahm er nochmals eine Reise nach Deutschland aus unbekanntem Grund, nicht ohne vorher sein Testament verfasst zu haben. Auf dieser Reise hatte seine Kutsche einen Unfall in Holland und Händel verletzte sich nach Angaben des General Adviser schwer.
1751 begann Händel mit der Komposition des Oratoriums Jephta. Während der Niederschrift zeigten sich erste Symptome der beginnenden Erblindung – im Schlusschor des zweiten Aktes heißt es: “How dark, O Lord, are thy decrees”. Genau an dieser Stelle muss Händel seine Arbeit unterbrechen und notiert in die Partitur in deutscher Sprache: „Biß hierher komen den 13. Februar 1751, verhindert worden wegen relaxation des Gesichts meines linken Auges. so relax’t.“ Im weiteren Verlauf schließt dieser Chor mit Alexander Popes Maxime aus dem Essay on Man (1734): “Whatever is, is right.” Diese wurde bald in Deutschland Gegenstand heftiger weltanschaulicher Auseinandersetzungen, an denen sich auch Moses Mendelssohn und Gotthold Ephraim Lessing beteiligten. Später übernahm Georg Wilhelm Friedrich Hegel Popes Maxime und kleidete sie in die Worte: „Alles was ist, ist vernünftig“ – vom Hegel-Schüler Heinrich Heine umgedeutet in „Alles, was vernünftig ist, muss sein“. Mit vielen Unterbrechungen sowie unter höchsten Anstrengungen vermochte Händel sein Werk Monate später zu vollenden.
1754 konnte sich Händel endlich bei seinem lebenslangen Freund Telemann, einem Blumenliebhaber, mit einer Kiste exotischer Pflanzenzwiebeln bedanken (wenn auch verspätet, ihm war irrtümlich der Tod seines Hamburger Kollegen mitgeteilt worden). Händel dankte für die ihm von Telemann 1750 vorab übersandte Intervall-Lehre Neues musikalisches System, die 1752 in Mizlers Musikalischer Bibliothek erschien. Hierin unterteilt Telemann jeden Ton, jedes Intervall vierfach in Minimum, Minor, Major und Maximum. Sein Neues musikalisches System stieß allerdings bei den Zeitgenossen auf scharfe Ablehnung, weil mit dem Aufkommen des Hammerklaviers die temperierte Stimmung favorisiert wurde. Diese vierfache Unterteilung hatte Händel punktuell in seinen 1706–1709 entstandenen italienischen Kantaten sowie im Oratorium Il Trionfo (in der Arie Io sperai) angewandt.
Händel unterzog sich mehreren erfolglosen Augenoperationen, eine davon durch den umstrittenen Okulisten (Starstecher) John Taylor (1703–1772), der auch Johann Sebastian Bachs Augen operiert hatte. In Taylors 1761 in London erschienenen History of the Travels and Adventures findet sich ein Abschnitt über seine medizinischen Begegnungen mit Bach und Händel. Darin vermerkte Taylor, dass beide Komponisten „anfangs zusammen erzogen wurden“. Diese Aussage Taylors stieß bei den Bach- und Händel-Biografen seit Jahrhunderten auf heftigen Widerspruch.
Es gibt Hinweise, dass Händel während seiner letzten Jahre zeitweise wieder etwas sehen konnte, aber nach Mai 1752 gewann er sein Augenlicht praktisch nicht mehr zurück. Trotzdem wirkte er weiterhin bei den Aufführungen seiner Oratorien mit und spielte zwischen den Akten seine Orgelkonzerte, die er teilweise improvisierte. Weiterhin komponierte er neue Arien oder überarbeitete ältere. Bei der Niederschrift half ihm sein getreuer John Christopher Smith (der Jüngere), der sein Schüler war und der auch die Aufführungen der Oratorien in seinen letzten Lebensjahren dirigierte (ihm hinterließ er auch seine Partituren). Für den Judas Maccabaeus komponierte er den Duett- und Chorsatz Sion now her head shall raise. Noch eine Woche vor seinem Tod saß Händel bei einer Aufführung seines Messiah an der Orgel.
Im April des Jahres 1759 hatte Händel einen Kuraufenthalt in Bath geplant, wozu es jedoch nicht mehr kam. Am Morgen des 14. April 1759, eines Karsamstags, starb Händel im Alter von 74 Jahren in seiner Wohnung Brook Street Nr. 57 (heute Nr. 25). Er hinterließ – je nach Umrechnung – zwei bis sechs Millionen Euro, angelegt in Wertpapieren. Am 20. April wurde er in der Londoner Westminster Abbey beigesetzt. Seinem Wunsch nach einem stillen Begräbnis wurde nicht entsprochen: Es sollen 3000 Trauernde anwesend gewesen sein.

## Musik

### Opern

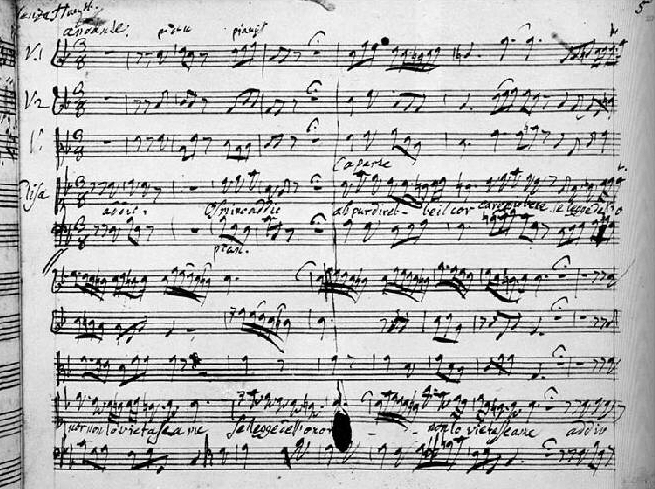
Autograph der Oper Tolomeo, 1728

Händels 42 Opern folgen ab der fünften Oper Rodrigo dem Typus der Opera seria (oder, wie von ihm selbst bezeichnet, „Dramma per musica“), die aus einer Folge von Secco-Rezitativen und Da-capo-Arien besteht. Im Laufe der Zeit entwickelte er die Oper weiter, ohne jedoch mit der etablierten Form zu brechen. Um besonders intensive Gefühlszustände einer Figur darzustellen, setzt Händel mehr und mehr das Accompagnato (vom Orchester begleitetes Rezitativ) ein, so zum Beispiel zur großen Sterbeszene des Bajazet im Tamerlano oder bei der berühmten Wahnsinnsszene im Orlando.
Neben Arien gibt es Duette, seltener Terzette oder Quartette. Chöre schrieb Händel anfangs nur für die Finali, wo sie von den Protagonisten gesungen werden. Erst ab 1735 scheint er über einen eigenständigen Opernchor verfügt zu haben. Im selben Jahr schrieb er für die in Covent Garden gespielten Opern Alcina und Ariodante Ballettnummern, weil ihm dort die Ballett-Compagnie mit Marie Sallé als Primaballerina und Choreographin zur Verfügung stand. (Voltaire zählte zu ihren Verehrern.) Eigens für sie komponierte Händel die Terpsichore als Prolog zur Zweitfassung von Il pastor fido. Marie Sallé, die bereits vor Jean Georges Noverre den damaligen Bühnentanz revolutionierte, löste mit ihrem Auftritt in Händels Zauberoper Alcina einen Theaterskandal aus: Sie tanzte darin die männliche Rolle des Cupido nur leicht bekleidet und wurde dafür auf offener Bühne ausgepfiffen.
Händels Opern-Ouvertüren folgen dem von Lully geprägten französischen Typus: langsam – schnell (fugiert) – langsam. Die Libretti sind oftmals aus venezianischen Vorlagen abgeleitet; trotz der allgemeinen Popularität der Metastasio-Texte benutzte Händel nur dreimal Libretti dieses Dichters.

### Oratorien
Händels erstes Oratorium Il trionfo del tempo e del disinganno HWV 46a (1707) konfrontiert vier allegorische Personen, denen je eine persönliche Zentraltonart zugeordnet ist. Gattungskonform wechseln Rezitativ und Arie, wobei eine Dramatisierung durch vereinzelte Accompagnati und Solo-Ensembles erzielt wird. Die Virtuosität, die im ersten Teil des Oratoriums für die Vergänglichkeit steht, weicht am Ende des zweiten Teils erhabener Schlichtheit. Durch die musikalische Charakterisierung der Personen modifiziert Händel das römische Oratorium der Nachfolge Alessandro Stradellas und Alessandro Scarlattis, ebenso in La Resurrezione di Nostro Signor Gesù Cristo HWV 47 (1708), hier indem für die Affektdarstellung die Klangfarben einzelner Instrumente mit ungewohnt genauen Spielanweisungen herangezogen werden.
Die Brockes-Passion Der für die Sünde der Welt gemarterte und sterbende Jesus HWV 48 (1716) verwendet die paraphrasierende Bibeldichtung in gereimten Versen von Barthold Heinrich Brockes und realisiert den für Händels Verhältnisse äußerst drastischen Text der Verzweiflungs-Arie des Judas „Laßt diese Tat nicht ungerochen“ mit kurzen, abgerissenen Motiven, setzt jedoch insgesamt der „aufgewühlten Dramatik genügend Ruhepunkte“ entgegen.
Die größte Bedeutung kommt Händels englischen Gattungsbeiträgen zu, mit denen er ein Genre konzipierte, das die europäische Musikgeschichte nachhaltig beeinflusste. Neben der englischen Sprache sind die Verbindung von Tableau mit reflektierter oder vorgeführter Handlung und die Durchdringung verschiedener Formen mit Tendenz zur Durchkomposition mit bedeutender Rolle des Chors und unter Zurückdrängung des Secco-Rezitativs charakteristisch. In England war oratorische Musik zuvor auf den „Dialogue“ als Sonderform des Verse Anthems beschränkt. Händel gelingt eine „geniale Synthese vielfältiger form- und gattungsgeschichtlicher Substanzen“ aus der Opera seria, lateinischen Psalmkompositionen im venezianischen Stil, den englischen Gattungen Masque und Anthem und der biblischen Historie und oratorischen Passion, wobei auch die französische Musiktradition Spuren hinterlassen hat. Typisch ist ein dramatischer Text auf alttestamentlicher Grundlage und eine Gliederung in drei Teile.
Die Bedingungen für Händels Oratorienproduktion waren in London besonders günstig: Eine wirtschaftliche und soziale Krise brachte um 1740 einen starken Anstieg der Sterblichkeit in Elendsvierteln, verwaiste Kinder wurden zu Bettlern, Kriminellen und Prostituierten. Die Mittel- und Oberschicht förderte Konzerte und andere Veranstaltungen „zum Besten der Schwachen“, wofür sich die Gattung Oratorium hervorragend eignete. Händel nutzte für die in der Regel nichtszenischen Darbietungen in Theatern und Konzertsälen den organisatorischen Rahmen der Oper und die weite Verbreitung von Chören, Musikfesten und Musikgesellschaften und wandte sich ans Bürgertum, nicht nur in London, sondern auch in der Provinz. Händels wichtigste Innovation für das Oratorium war die Aufwertung des Chores inspiriert durch die englische Chortradition. Da auch in Händels Opern der 1730er Jahre der Anteil an Chorsätzen stark zunahm, „konvergieren“ die Gattungen Oper und Oratorium, der Übergang von der Oper zum Oratorium kann als „behutsame Gewichtsverlagerung innerhalb eines einheitlichen generischen Systems“ angesehen werden. Händels Übernahmen von Material aus anderen Werken erfolgte nach pragmatischen Gesichtspunkten, „er nimmt, was ihm dramaturgisch jeweils ins Konzept passt“. Für Samson HWV 57 übernahm er den Schlusschor aus Jephte von Giacomo Carissimi, den er weniger im Detail als in der Gesamtform modifizierte.
Bereits 1718 ging Händel in der „little opera“ Acis and Galatea (Masque) HWV 49a „erstmals eigene Wege“, wobei der kommentierende Chor mit dramatischer Ausdruckskraft die theatralische Szene ersetzt. Neben dem Kommentar kommt dem Chor in Esther HWV 50a (1718) aber auch bereits eine aktive Funktion zu, wenn er als Chor der persischen Soldaten oder der Israeliten in die Handlung eingreift. Zählt man diese beiden Werke zur Gattung der Masque, so sind Deborah HWV 51 und Athalia HWV 52 von 1733 die ersten englischen Oratorien Händels, die gleichwohl als „vorgreifende Versuche“ gelten können. Deborah verfügt über ein Orchester von enormer Stärke und Farbigkeit, die Uraufführung von Athalia konfrontierte Oxford mit einer dort nicht gesehenen Besetzungsgröße.
In den folgenden beiden Oratorien erprobte Händel planvoll „die polaren Möglichkeiten des Oratoriums“: Saul HWV 53 wartet mit affektiven und opernhaften Arien auf, zudem mit ungewöhnlich viel Instrumentalmusik, die Handlungssprünge überbrückt und zum Teil der Handlung wird, das „Chor-Oratorium“ Israel in Egypt HWV 54 versammelt im Gegensatz dazu im Grunde drei relativ unabhängige Anthems. Wichtig ist hier die großformale Konzeption: Der Hörer soll sich nicht allein am Klang orientieren, sondern das kontrastreiche Verhältnis der Chöre zueinander erfassen. Episch-lyrischen statt dramatischen Charakter hat insbesondere Messiah HWV 56, das am wenigsten typische Händel-Oratorium, da keine Geschichte erzählt wird, an Stelle davon steht eine Reihe von Kontemplationen über die christliche Erlösungsidee.
Im 18. und 19. Jahrhundert etablierte sich ein Kanon, dem neben Messiah und Israel in Egypt die Werke Judas Maccabaeus HWV 63 und Alexander’s Feast HWV 75 angehören. Die durch Händel erschlossenen neuen musikdramatischen Ausdrucksformen wurden später von Joseph Haydn und Felix Mendelssohn Bartholdy in ihren Oratorien genutzt.

### Kirchenmusik

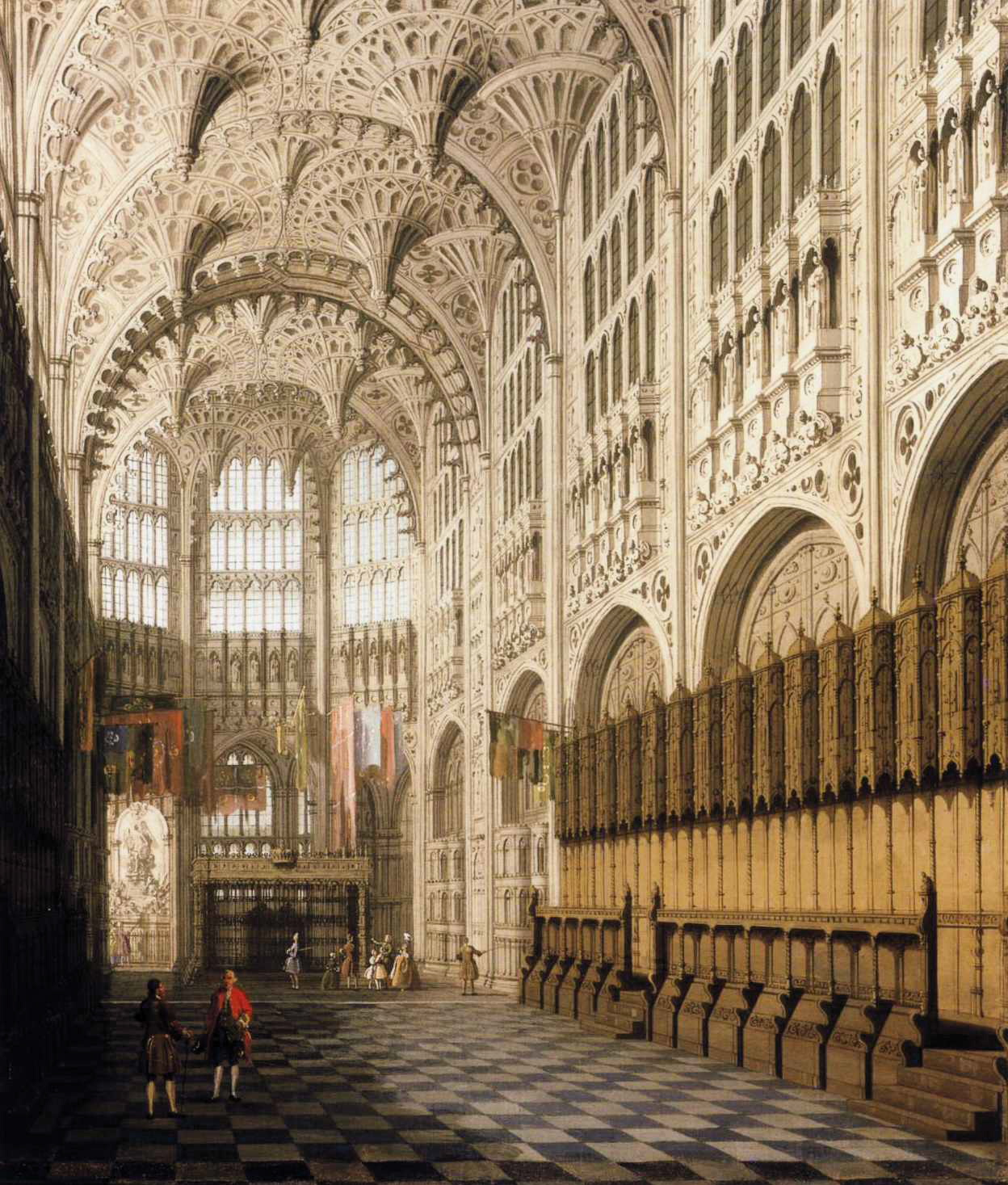
Antonio Canaletto: Inneres der Henry VII Chapel in der Westminster Abbey (Anfang 1750er Jahre), Privatsammlung.

Während seiner gesamten Karriere schuf Händel Kirchenmusik, der Umfang seiner Produktion auf diesem Gebiet ist jedoch eher gering, da er sich auf Auftragsarbeiten beschränkte: nicht erhaltene für die evangelisch-lutherische Kirche in Halle, sowie Werke für die römisch-katholische Kirche in Rom und die anglikanische Staatskirche in London.
Bezüglich Messenvertonung ist von Händel nur ein Gloria B-Dur für Sopran, Violinen und Generalbass (1707/8) von virtuosem Charakter zu nennen. Die lateinischen Psalmvertonungen sind großzügig entworfene vielsätzige Werke für Solisten, Chor und Streichorchester, mitunter mit Oboen. Beim zeitgenössischen Publikum fand der Reichtum kompositorischer Mittel etwa des Nisi Dominus HWV 238 Beifall, der gregorianische Psalmton wird in den mehrstimmigen Satz integriert, die Gestaltung wechselt versweise. Als jugendliches Meisterwerk gilt sein Dixit Dominus HWV 232 von überragender satztechnischer Qualität und musikalisch-rhetorischer Textausdeutung, das als einzige liturgische Komposition Händels den kompletten Choral verwendet. Ritornellformen gliedern die Sätze, Vokal- und Instrumentalkräfte sind in Soli und Tutti geteilt. Im ersten Satz wird das „Dixit Dominus“ („So spricht der Herr“) im Chor der direkten Rede des Solisten „Sede a dextris meis“ („Setze dich mir zur Rechten“) gegenübergestellt. In Rom entstanden auch zwei geistliche Kantaten auf italienische Texte: Ah! Che troppo ineguali HWV 230 und Donna, che in ciel HWV 233.
Die meisten englischen geistlichen Werke Händels wurden für die Chapel Royal geschrieben, die den kirchlichen Bedürfnissen des Monarchen und des Hofs diente. Anlässlich des Friedens zwischen England und Frankreich nach dem Spanischen Erbfolgekrieg schuf er 1713 das Utrechter Te Deum und Jubilate HWV 278 und 279, das schon bald Repertoire-Stück englischer Ensembles wurde und bereits ab den 1770er Jahren auch auf dem Kontinent bekannt wurde. Verglichen mit Purcells Te Deum von 1694 ist der Glanz durch „Fanfarengeschmetter“ der Trompeten gesteigert, die Chorsätze durch Wortwiederholungen ausladender. Sehr wirkungsvoll ist der Kontrast zwischen „When Thou hadst overcome the sharpness of death“ mit scharfen Dissonanzen zwischen den vier unbegleiteten Solisten, im Adagio und in Moll, und dem Tutti-Ausbruch zu „Thou didst open the kingdom of heaven“, in Allegro und in Dur.
Die Cannons Anthems HWV 246–256 folgen Händels italienischen Psalmvertonungen sowie dem englischen Verse Anthem. Händel verfeinerte hier den Umgang mit der englischen Sprache und die Proportionierung der Chorsätze.
Großformatige Anthems galten als angemessen für Krönungsfeierlichkeiten, und Händel nutzte in seinen Coronation Anthems HWV 258–261, komponiert zur Krönung von Georg II. und Königin Caroline 1727, mit blockhaften Chören begleitet durch Streicher, Oboen, Fagotte, Trompeten und Pauken die Größe und Resonanz der Westminster Abbey. Zadok the Priest wurde seither bei jeder Krönung eines britischen Monarchen gespielt. Im Funeral Anthem HWV 264 für Königin Caroline von 1737 für Chor und Orchester folgen die Abschnitte einem psychologisch und theologisch durchdachten Wechsel der Ausdrucksformen expressiver Klage und friedvoller Trauer.
Im 19. Jahrhundert wurde der Erfolg des Utrechter Te Deum vielleicht noch übertroffen durch den des Dettinger Te Deum HWV 283, komponiert 1743 zur Feier des Sieges in der Schlacht bei Dettingen, jedoch auch als unnötig laut und vorhersehbar kritisiert.
Purcell und Händel verursachten die Verbreitung anglikanischer Kirchenmusik aus den Kathedralen und Kollegiatskirchen über den Konzertsaal zu den Gemeindekirchen. Abgesehen von Gelegenheitswerken schuf Händel jedoch keine reguläre Musik für die anglikanische Kirche, und schon ein Zeitgenosse Händels schätzte dessen Te-Deum-Vertonungen nicht als Kirchenmusik im strengen Sinne ein.

### Orchestermusik
Ein wichtiger Teil von Händels Orchestermusiken entstand für seine Opern und Oratorien, und zwar als Ouvertüren, Zwischenakt- und Ballettmusiken. Zu den eigenständig herausgegebenen Konzerten gehören die sechs Concerti grossi op. 3, die 1734 veröffentlicht, aber wesentlich früher zu verschiedenen Gelegenheiten geschrieben wurden, sowie die zwölf Concerti grossi op. 6 von 1739. Händels Concerti grossi op. 6 sind Orchesterwerke mit einem Wechselspiel zwischen vollem Streichorchester (Ripieno) und einer Streicher-Solistengruppe (Concertino). Richtungsweisend für diese aus Italien stammende Form war Corelli. Händel verbindet in seinen Konzerten italienische Tradition mit der neuen sinfonischen Entwicklung des 18. Jahrhunderts. Wegen der Mitwirkung von (verschiedenen) Holzbläsern in den Concerti op. 3 werden diese gelegentlich auch als „Oboenkonzerte“ bezeichnet. Zu den Concerti Nr 1, 2, 5 und 6 auf op. 6 fügte Händel im Nachhinein noch Oboenparte hinzu.
Händels Orgelkonzerte sind seine eigene Erfindung und stehen neben Bachs Cembalokonzerten am Anfang der Entwicklung des Konzerts für Tasteninstrument und Orchester. Händel spielte seine Orgelkonzerte in der Regel während der Pausen großer Oratorien-Aufführungen auf einem eigens für ihn gebauten Orgelpositiv. In der gedruckten Ausgabe von 1738 wurde auch das Cembalo sowie die Harfe (op. 4 Nr. 6) als mögliches Soloinstrument angegeben. Gegenüber den sechs Konzerten op. 4 (veröffentlicht 1738) zeichnen sich die beiden aus der Second Series (veröffentlicht 1740, das erste mit dem Beinamen The Cuckoo and the Nightingale) und die sechs posthum veröffentlichten Konzerte op. 7 dadurch aus, dass viele Stellen und ganze Sätze als „ad libitum“ gekennzeichnet wurden, die Händel also während der Aufführungen ex tempore spielte. Für das Konzert op. 7 Nr. 1, mit einem mächtigen Ostinato-Satz, schreibt Händel eine zweimanualige Orgel mit Pedal („Organo a. 2 Clav. e Pedale“) vor.
In den Jahren 1747 und 1748 schrieb Händel drei Concerti a due cori, in denen er das Orchester eigentlich dreiteilt, nämlich in zwei Bläserchöre und einen Streicherchor mit Basso continuo.
Diese Konzerte sind größtenteils keine eigenständigen Kompositionen, sondern wurden von Händel aus Chören der Oratorien Esther, Belshazzar, Semele und Messiah arrangiert und als Zwischenaktmusiken in seinen Oratorienaufführungen gespielt.
Als Freiluftmusiken konzipiert sind die drei Suiten der Water Music (Wassermusik) für Bootsfahrten auf der Themse (1717) sowie die Music for the Royal Fireworks (Feuerwerksmusik) (1749). Letztere wurde anlässlich des am 7. Oktober 1748 geschlossenen Aachener Friedens von König Georg II. in Auftrag gegeben und am 27. April 1749 in Londoner Green Park uraufgeführt. Im Vorfeld kam es wegen der Orchesterbesetzung zu Auseinandersetzungen zwischen dem König und Händel. Denn der König wollte ausschließlich „Militärinstrumente“ (Oboen, Fagotte, Hörner, Trompeten und Pauken) verwendet wissen. Händel dagegen bestand auf Mitwirkung von Streichinstrumenten. Wer sich von beiden letztendlich durchsetzte, lässt sich heute nicht mehr mit Sicherheit sagen. Tatsache bleibt, dass Händel seine Partitur ausschließlich für Blasinstrumente und Pauken konzipierte, jedoch später vermerkte, dass zusätzlich Streicher die Oboen- und Fagottstimmen zu verdoppeln hätten. Die öffentliche Probe der Feuerwerksmusik mit 100 Musikern vor 12.000 Zuhörern am 21. April in Vauxhall Gardens wurde ein großer Erfolg. Das eigentliche Ereignis dagegen, die offizielle Feierlichkeit am 27. April im Green Park, endete mit einem Desaster. Durch technisches Versagen des Feuerwerks fingen die eigens für das Feuerwerk zur Feier des Aachener Friedens errichteten Bauten und Dekorationen Feuer und brannten nieder. Einzig Händels Musik soll die Ehre dieses Tages gerettet haben.

### Instrumentale Kammermusik
Die sechs Triosonaten op. 2 für zwei Violinen und Basso continuo wurden zuerst von Roger in Amsterdam um 1722 verlegt. Sie entsprechen durchgängig der viersätzigen italienischen Form der Kirchensonate. Weitere sieben Triosonaten op. 5 für zwei Violinen und Basso continuo wurden 1739 in London veröffentlicht. Diese haben fünf bis sieben Sätze, darunter Tanzsätze wie Passacaglia, Sarabande, Gavotte, so dass sie der Suitenform nahekommen. Drei weitere Triosonaten sind nur durch Handschriften überliefert. Der Kirchensonatenform entsprechen auch die 15 Solosonaten op. 1, die ebenfalls um 1722 von Roger in Amsterdam erstmals publiziert wurden. Sie unterteilen sich in drei Sonaten für Traversflöte, vier Sonaten für Blockflöte, zwei Sonaten für Oboe und sechs Sonaten für Violine, jeweils mit Generalbass-Begleitung. (In der Hallischen Händel-Ausgabe stehen noch sechs Triosonaten für zwei Oboen und Basso continuo von Anfang 1700. Es gilt inzwischen als sicher, dass Händel nicht der Urheber dieser Sonaten ist.)
Händels Veröffentlichungen für das Cembalo gehen auf in Umlauf gebrachte Kopien einiger seiner Stücke zurück, welche er möglicherweise im Rahmen seiner Lehrtätigkeit benutzte. Weil er die Verbreitung der ungenauen und verfälschten Abschriften eindämmen wollte, gab er 1720 die acht Suites de Pièces pour le Clavecin heraus. 1733 folgte eine zweite Sammlung mit neun Suiten unter dem gleichen Titel und ferner 6 Fugen (1735). Weitere Gelegenheitswerke sind in Hand- oder Abschrift überliefert. Die zweite Suitensammlung enthält eine bemerkenswerte Chaconne (G-Dur) über einen achttaktigen Basso ostinato, der auf Henry Purcell zurückgeht. Diesen verwendete auch Gottlieb Muffat in seinen Componimenti musicali – und Bach für seine Goldberg-Variationen sowie für den Canon triplex a. 6 Voc., einen Rätselkanon, den er auf dem bekannten Porträt von Elias Gottlob Haußmann in der Hand hält.
In seiner Schrift Der vollkommene Capellmeister, die 1739 in Hamburg erschien, hat Johann Mattheson knapp 1¼ Takte (Takt 3–4) aus dem vierten Satz – der Schlussfuge – von Händels Claviersuite Nr. 2 F-dur (aus Suites de Pièces von 1720) abgedruckt. Neben seinem Notenzitat richtet Mattheson, der sicherlich noch tieferen Einblick in Händels Kompositionsprinzipien hatte, folgende Frage an seine Leserschaft: „Wer sollte wol dencken, daß in diesen wenig Noten, als einem dicken kurtzen Golddrat, ein Faden verborgen wäre, der sich hundertmahl so lang ziehen läßt?“ Mit „Golddrat“ (Golddraht) meint Mattheson Händels Fugenthema (Subjekt) mit seinem Gegenthema (Kontrasubjekt).

### Vokale Kammermusik
Aufgrund des Aufführungsverbots von Opern in Rom um 1700 entwickelte sich dort eine Vorliebe für Kammerkantaten. Sogenannte Akademien wie die „Academia degli Arcadi“, der die Komponisten Arcangelo Corelli, Bernardo Pasquini und Alessandro Scarlatti angehörten, lieferten Texte, fast immer zum Thema der Liebe mit Schäfern und Nymphen, und bildeten das Publikum. Händel schuf in Rom fünf Kammerduette und zwei Terzette sowie etwa 70 Solokantaten, darunter No se emendará jamás HWV 140 auf spanischen und Sans y penser HWV 155 auf französischen Text.
Die Kammerkantate mit der besonders engen Beziehung zwischen Musik und Text wegen der fehlenden Szene war „Übungsfeld zur Verfeinerung kompositorischer Techniken“. Von der italienischen Norm schert Händel insofern aus, als er in einigen Werken in einer anderen als der Beginn-Tonart schließt, wofür unter den Italienern nur Alessandro Marcello als Beispiel bekannt ist. Sehr ungewöhnlich ist beispielsweise auch die Voranstellung eines zweiteiligen Arioso mit plastischer Darstellung des Herzklopfens und stürmischen Koloraturen vor die übliche Folge Rezitativ–Arie–Rezitativ–Arie in Mi palpita il cor HWV 132c. In Kantaten mit Instrumenten experimentiert Händel mit konzertanten Elementen oder er konfrontiert in Dietro l’orme fugaci HWV 105 im einleitenden Accompagnato die Singstimme mit zwei Violinen ohne Basso continuo.
In den Kammerduetten wechseln Echo, Dialog, Imitation und Simultangesang, wobei die kontrapunktische Ausrichtung dem berühmten Vorbild Agostino Steffanis folgt, der Verzicht auf Rezitative und solistische Sätze jedoch auf Giovanni Carlo Maria Clari verweist. Mitunter vermittelt Händel Ironisierung und amalgamiert verschiedene Stilebenen.
Die Stimmführungsprobleme des Terzetts meistert Händel mit einem dichten imitativen Satz aus Stimmen von melodischem Eigenleben und großer Natürlichkeit.
Von seinem Freund Barthold Heinrich Brockes vertonte Händel nach dem Passionsoratorium Der für die Sünde der Welt gemarterte und sterbende Jesus HWV 48 von 1716 in den 20er-Jahren neun Deutsche Arien HWV 202–210, für das ein gemeinsam verfasstes Autograph existiert. Während der „liederlosen Zeit“ zwischen den Blüten 1640–1680 und ab 1730 entstanden, orientieren sich die Werke, die höchstwahrscheinlich nicht als Zyklus konzipiert waren, am Da-capo-Formschema der Opernarie mit Eingangsritornell, an das der Vokalpart anknüpft.

## Händels Orchester
Für den Interpreten Händel’scher Opern und Oratorien in heutiger Zeit sind die überlieferten Angaben über die Größe der Instrumentengruppen des Orchesters unter Händels Leitung und die Art, wie zu spielen ist, von großer Bedeutung.
Von Italien, wo Händel keinen Einfluss auf die Struktur des Orchesters im Hause von Francesco Maria Marescotti Ruspoli hatte, wissen wir die Besetzung für die Aufführung von La Resurrezione:
2 Trompeten, 4 Oboen, 23 Violinen (angeführt vom Konzertmeister Corelli), 4 Violen, 6 Violoncelli und 6 Kontrabässe. Die weiteren Angaben sind rätselhaft, da noch eine kleine Bassgeige erwähnt ist (möglicherweise ist die in der Partitur geforderte Viola da gamba gemeint) und eine Posaune. Flöten sind nicht erwähnt, wurden aber wohl, wie üblich, von den Oboisten gespielt.
Die Zusammenstellung des Londoner Opernorchesters lag nun aber ganz in Händels Hand. Ein Protokoll des Herzogs von Portland von 1720 zählt folgende 34 Musiker auf: 1 Trompete, 4 Oboen, 3 Fagotte, 17 Geigen, 2 Bratschen, 4 Violoncelli, 2 Kontrabässe, 1 Theorbe.
1727 erwähnt der in London weilende Komponist vom Berliner Hof Johann Joachim Quantz, dass das Orchester „grösstentheils aus Deutschen, aus einigen Italienern, und ein paar Engelländern“ bestand. „Castrucci, ein italienischer Violinist, war der Anführer“ (Burney).
Im Jahre 1728 hat der Franzose Fourgeroux in seinem englischen Reisebericht die Besetzung einer Opernaufführung im King’s Theatre notiert: 24 Violinen und Violen (angeführt von den Brüdern Castrucci), 3 Celli, 2 Kontrabässe, 1 Laute, 2 Cembali. Was die Bläser betrifft, hat er nur erwähnt, dass gelegentlich Flöten und Trompeten gespielt hätten. Oboen und Fagotte hat er ganz vergessen. Er mokierte sich darüber, dass in den Rezitativen die Akkorde nur „abgesetzt“ gespielt worden seien, was er aus seiner Heimat sicher nicht kannte. Außerdem berichtet er, dort hätten nur ein Violoncello, die beiden Cembali und die Laute gespielt.
Von der Premiere des Orlando 1733 berichtet Sir John Clerk of Penicuik, dass ihn die Zahl der Instrumentalvirtuosen überrascht habe, und zählt 2 Oboen, 4 Fagotte, mehr als 24 Geigen, 4 Celli, 2 große Gamben (Kontrabässe), 2 Cembali und eine Theorbe auf. Er wiederum beschwert sich darüber, dass das Orchester zu laut gewesen sei und die Stimmen teilweise übertönt habe.
Etwa 1733–1745 war Francisco Caporale Solocellist in Händels Orchester. Er spielte ein Violoncello mit fünf Saiten, und viele der Händel’schen Soli für Violoncello in diesem Zeitraum sind auf dieses Instrument zugeschnitten.
Die letzten Hinweise haben wir von 1750 mit dem erhaltenen Notenmaterial für die Aufführungen des Messiah in dieser Zeit: 4 Oboen, 4 Fagotte, 2 Hörner, 2 Trompeten, Pauken, 14 Violinen (8 „erste“ und 6 „zweite“), 6 Violen, 3 Violoncelli und 2 Kontrabässe.

## Nachwelt

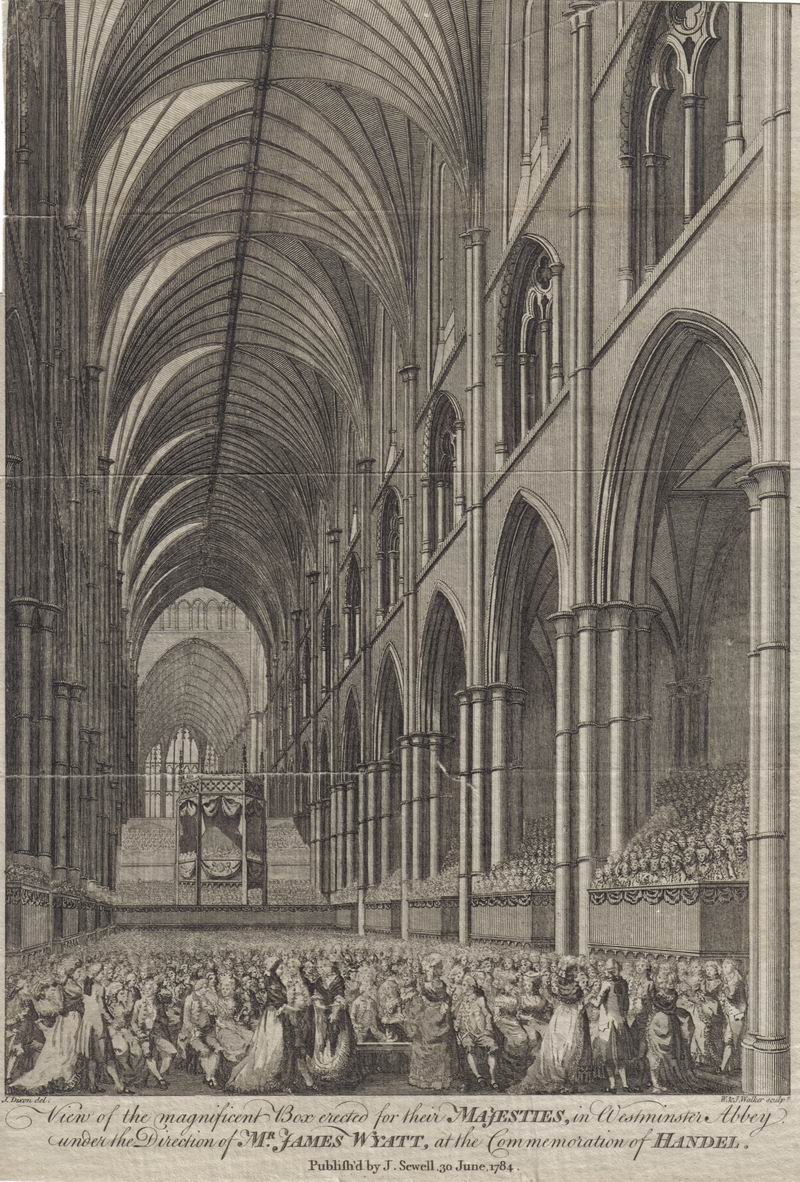
Händel-Gedächtnisfeier in der Westminster Abbey, 1784

Schon zu Lebzeiten genoss Händel in England den Rang eines Klassikers. 1738 war ihm zu Ehren in Vauxhall Gardens ein durch Roubiliac geschaffenes lebensgroßes Denkmal errichtet worden. Am 15. Juli 1762 wurde das von Roubiliac gestaltete Grabdenkmal Händels in der Westminster Abbey enthüllt. Mainwarings 1760 erschienene Memoirs of the Life of the Late George Frederic Handel (von Mattheson ins Deutsche übersetzt) gelten als erste Musikerbiographie überhaupt. Im Gegensatz zu vielen Komponisten seiner Epoche, wie etwa in Deutschland Johann Sebastian Bach oder Georg Philipp Telemann, geriet Händel nach seinem Tod in England nicht in Vergessenheit. Allerdings beruhte seine dauerhafte Präsenz im englischen Musikleben vorwiegend auf seinen Oratorien, insbesondere dem Messiah.
Neben regelmäßigen auszugsweisen Aufführungen seiner Oratorien wurden mehrere aus Händels Musik zusammengestellte Pasticci gespielt. Zur Feier von Händels 100. Geburtstag wurde 1784 (man hatte sich um ein Jahr vertan, weil im Geburtsjahr Händels in England noch der julianische Kalender galt, nach dem das Jahr erst am 25. März begann, während in Deutschland vor 1700 der Jahresbeginn meist der 25. Dezember war) mit über 500 Musikern eine dreitägige Gedächtnisfeier in Westminster Abbey und im Pantheon gehalten, mit Aufführungen des Messiah, Stücken aus den anderen Oratorien und Orchestermusik. Wegen des Erfolgs wurde die Messiah-Aufführung noch zweimal wiederholt. Diese Gedächtnisfeier begründete eine Tradition, die bis 1791 fortgeführt wurde und immer gigantischere Ausmaße annahm: Im letzten Jahr wurden über 1000 Musiker engagiert.
Die Begeisterung für den Messias erreichte auch bald Deutschland. 1772 wurde dieser erstmals von Michael Arne bei einem Gastspiel in Hamburg dirigiert, drei Jahre später dann von Carl Philipp Emanuel Bach, dem zweitältesten Sohn von Johann Sebastian Bach. Nachdem Friedrich Gottlieb Klopstock im Jahre 1773 sein Vers-Epos Der Messias abgeschlossen hatte, erschien nun 1775 seine deutsche Übersetzung von Händels Werk. Johann Adam Hiller war dann der Erste, der für Berlin 1786 das Stück völlig neu instrumentierte und änderte.
In Wien erweiterte und veränderte Wolfgang Amadeus Mozart für die Konzerte des Barons Gottfried van Swieten zwischen 1788 und 1790 die Instrumentation von vier oratorischen Werken, darunter die des Messiah, um sie dem Zeitgeschmack anzupassen. Dabei ging er aber mit dem Händel’schen Original wesentlich respektvoller um als zuvor Hiller. Darüber hinaus verarbeitete Mozart 1791 in seinem (unvollendeten) Requiem Themen sowie kontrapunktische Verdichtungen aus Händels Funeral Anthem, dem Dettingen Anthem und dem Messiah (And with his stripes).
Als Haydn während seines London-Aufenthalts Oratorien Händels hörte, war er tief berührt: Ihm war, „als sei er an den Beginn seiner Studien zurückversetzt worden und habe bis dahin nichts gewusst“ (nach Giuseppe Carpani). Er brachte ein Libretto nach Wien mit, das möglicherweise für Händel verfasst worden war, und komponierte danach Die Schöpfung, ein Oratorium, das in seiner Struktur und seinen Chorfugen deutlich unter dem Einfluss Händels steht. Gleichermaßen ließ sich Beethoven von Händel inspirieren. Zur Melodie von See, the conqu’ring Hero comes schrieb er Variationen für Cello und Klavier (1796). Die Ouvertüre Die Weihe des Hauses mit ihrer großen Mittelfuge ist bewusst nach Händels Stil modelliert.
In den 1770er-Jahren kam der Messiah nun auch in die USA und wurde, der englischen Tradition folgend, vorwiegend zu Benefizzwecken aufgeführt. In der ersten Hälfte des 19. Jahrhunderts etablierte sich dann dort die Tradition, ihn in der Vorweihnachtszeit aufzuführen.

Das Händel-Denkmal in Halle (Saale), Hermann Heidel, 1859

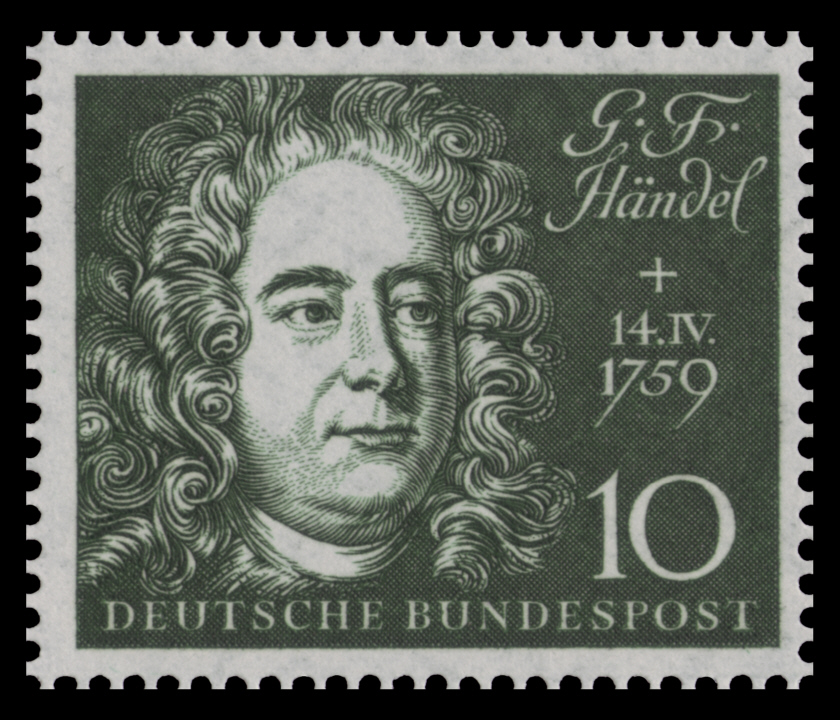
Briefmarke der Deutschen Bundespost (1959) zum 200. Todestag und zur Einweihung der Beethovenhalle

Ab 1812 bearbeitete Ignaz Franz von Mosel mehrere Händel-Oratorien für die Aufführungen in großer Besetzung in Wien, zum Beispiel „Timotheus oder die Macht der Musik“ (1812) und „Samson“ (1814). Außerdem stellte er Partituren für zwei Messen aus Musikstücken Händels für die Wiener Hofmusikkapelle zusammen, und zwar nach Sätzen aus „Athalia“ (B-Dur, 1818) und aus den „Chandos Anthems“ (D-Dur, 1820), indem er die lateinischen Mess-Texte der Händelschen Musik unterlegte.
In den 1830er Jahren gelangte eine Kopie der Partitur der Messe D-Dur von Wien nach Dresden, so dass diese 1836 und 1840 in der Katholischen Hofkirche Dresden aufgeführt werden konnte. Am 25. Dezember 2018 wurde diese Messe erneut in Dresden aufgeführt.
Ab 1842 machte Vincent Novello in England eine enge Auswahl an Oratorien in preiswerten Klavierauszügen zugänglich. War die bis dahin einzige Gesamtausgabe von Samuel Arnold unhandlich, so konnten die Noten (deren Preis den leerer Notenblätter nicht überstieg) sich nun auch in den Chorvereinigungen der Provinzen ausbreiten.
In monumentalem Maßstab wurden in London (nach einer Probe 1857) von 1859 bis 1926 im dreijährigen Abstand Händelfestspiele im Crystal Palace abgehalten. Auf ihrem Höhepunkt wirkten etwa 4000 Chorsänger und etwa 500 Orchestermusiker mit. In dieser Form entwickelte sich die Veranstaltung geradezu zu einer Demonstration des englischen Nationalstolzes.
In Deutschland verwirklichte man anlässlich des 100. Todestags Händels mit einer großartigen Gemeinschaftsaktion zwischen Deutschen und Briten ein Händel-Denkmal in der Geburtsstadt des deutsch-britischen Barockkomponisten und errichtete es groß inszeniert dort auf dem Marktplatz gegenüber seiner Taufkirche; an den Feierlichkeiten nahm unter anderem Franz Liszt teil.
Felix Mendelssohn Bartholdy entriss nicht nur mit seiner denkwürdigen Wiederaufführung der Matthäuspassion im Jahre 1829 das Werk Johann Sebastian Bachs der Vergessenheit, sondern er sorgte auch dafür, dass Händels Oratorien in Deutschland aufgeführt wurden. Einige Oratorien Händels richtete Mendelssohn eigenhändig für den praktischen Gebrauch ein. Georg Gottfried Gervinus übersetzte die englischen Texte von sämtlichen Oratorien Händels, die so überhaupt zum Standardrepertoire der deutschen Chorvereinigungen werden konnten. Und Johannes Brahms verfasste für die erste deutsche Händel-Gesamtausgabe Klavierstimmen (Generalbass-Aussetzungen) für die von Chrysander unter dem Titel Duetti e Terzetti zusammengefassten losen Vokalduette und -terzette.
Seit 1914 überzog der Antisemitismus in Deutschland das Werk Händels, indem seine Oratorien „arisiert“ wurden: Israel in Egypt wurde in Mongolensturm umbenannt, und Judas Maccabaeus – zunächst in Der Feldherr umfirmiert – kam von 1933 bis 1945 nur noch unter dem Titel Wilhelm von Nassau zur Aufführung. Andererseits war es Deutschland vorbehalten, Händels völlig vergessene Opern wiederzubeleben. Ab 1920 brachte der Kunsthistoriker Oskar Hagen mehrere davon in Göttingen auf die Bühne. Seine deutschen Fassungen verbreiteten sich schnell an den Theatern des ganzen Landes.
1942 entstand mit Der große Händel eine britische Filmbiographie, in der Wilfrid Lawson die Rolle des Händel übernahm.
Bis zum Jahr 1985 waren die meisten Opern Händels noch nie auf Schallplatte erschienen. Seit 2016 sind sämtliche erhaltenen Opern als CD verfügbar.
Inzwischen gibt es auf der ganzen Welt Aufführungen von Händels Opern und szenische Realisationen seiner Oratorien (die Händel, von der Uraufführung des Messiah abgesehen, zwar nicht szenisch aufführte, aber immer auf einer Theaterbühne). Dies belegt die Relevanz seiner Werke fürs heutige Musiktheater eindrucksvoll, wie auch zeitgenössische Reflexionen, zum Beispiel die Tanzoper Rituale von Heike Hennig und ihrem Ensemble im Februar 2009 in Leipzig, eine Hommage zum 250. Todestag des Komponisten.
Gegenwärtig wird Händels Tonschaffen in Deutschland neben Konzerten und Theateraufführungen bei drei Festspielen gepflegt: die Internationalen Händel-Festspiele Göttingen (die aus Oskar Hagens Opernaufführungen der 1920er entstanden), dann die 1952 in Händels Geburtsstadt vom GMD Horst-Tanu Margraf initiierten Händel-Festspiele Halle (es gab 1922, 1929, 1935 und 1948 schon vier Vorläufer für das dann jährlich stattfindende Festival) und die Karlsruher Händel-Festspiele, die seit 1985 vom Badischen Staatstheater in enger Zusammenarbeit mit der Internationalen Händel-Akademie veranstaltet werden. Alle drei Festspiele werden durch eine Händelgesellschaft in der betreffenden Stadt ausgerichtet oder unterstützt. In Halle wird im Rahmen der Händel-Festspiele zudem jährlich der Händel-Preis „für herausragende künstlerische, wissenschaftliche oder kulturpolitische Leistungen, soweit diese in einem Zusammenhang mit der Händel-Pflege stehen“. Zudem ist in Halle das Geburtshaus Georg Friedrich Händels als Händel-Haus in Form eines Museums öffentlich zugänglich. Das 1899 von Bruno Heydrich gegründete und ursprünglich nach diesem benannte Konservatorium der Stadt Halle (Saale) trägt seit Längerem Händels Namen.
Die Evangelical Lutheran Church in America und die Lutherische Kirche – Missouri-Synode ehren Händel gemeinsam mit Johann Sebastian Bach und Heinrich Schütz mit einem Gedenktag am 28. Juli, Bachs Todestag. Nach Händel ist zudem der Händel-Piedmont-Gletscher in der Antarktis benannt.

## Ausgaben
Händel stellt jeden Herausgeber vor besondere Schwierigkeiten. Seine Änderungen, Ergänzungen und Anpassungen an veränderte Aufführungsbedingungen führen dazu, dass es für fast jedes Werk eine Vielzahl von möglichen Varianten gibt. Die Hallische Händel-Ausgabe hat sich zum Ziel gesetzt, alle Fassungen eines Werkes zu rekonstruieren. Eine Fassung letzter Hand gibt es nicht. So besteht für den Interpreten die Möglichkeit, zwischen den verschiedenen Fassungen zu wählen. Für die Kammermusik gibt es das Problem, dass mehrere Veröffentlichungen nicht von Händel autorisiert waren und teilweise vom Verleger selbst zusammengestellt und um unechte Werke ergänzt wurden. Inzwischen sind die unechten Werke jedoch identifiziert und der Befund in modernen Ausgaben erklärt.
Der erste Versuch einer Gesamtausgabe von Händels Werken erfolgte zwischen 1787 und 1797 durch Samuel Arnold in London. Es erschienen 36 Bände, aber dann wurde wegen abspringender und verstorbener Subskribenten vorzeitig abgebrochen, so dass fast alle Opern und ein Großteil der vokalen Kammermusik fehlen. Eine von der English Handel Society zwischen 1843 und 1858 betriebene Ausgabe auf der Basis von Autographen wurde nach kaum mehr als zwölf größeren Chorwerken eingestellt.
Als Pionierleistung muss die Gesamtausgabe in 94 Bänden gelten, die Friedrich Chrysander – anfangs unter dem Dach der von ihm mitgegründeten Deutschen Händel-Gesellschaft in Leipzig – ab 1858 herausgab. Chrysander griff dafür auf Händels Dirigierpartituren (die sog. „Direktionspartituren“), jedoch nur teilweise auf die Autographe zurück. Dazu kamen sechs Ergänzungsbände mit Kompositionen anderer Komponisten, deren Materialien Händel verwendete. Nur ein Band der Gesamtausgabe und zwei Ergänzungsbände wurden 1902 von Max Seiffert hinzugefügt, ein weiterer (Nr. 49) erschien nie.
1955 begann die Georg-Friedrich-Händel-Gesellschaft in Halle mit einer Ausgabe für den praktischen Gebrauch, die die Chrysander-Ausgabe ergänzen sollte. Man stellte bald fest, dass diese den modernen musikwissenschaftlichen Ansprüchen nicht mehr genügte, da Varianten und Begründungen der Editionsentscheidungen fehlten; so dass man 1958 beschloss, eine neue Gesamtausgabe mit kritischem Bericht zu erarbeiten – die Hallische Händel-Ausgabe (HHA). Die Arbeit soll bis 2023 abgeschlossen sein. Im Rahmen der HHA erschien 1978 im Händel-Handbuch das von Bernd Baselt erarbeitete Händel-Werke-Verzeichnis (HWV).

## Werkliste (Auswahl)

### Opern
| HWV    | Titel                                                                     | Uraufführung      | Ort                                                      | Libretto                                                                        | Bemerkung                                                       |
| ------ | ------------------------------------------------------------------------- | ----------------- | -------------------------------------------------------- | ------------------------------------------------------------------------------- | --------------------------------------------------------------- |
| 1      | Der in Kronen erlangte Glückswechsel, oder: Almira, Königin von Kastilien | 8. Januar 1705    | Oper am Gänsemarkt, Hamburg                              | F. C. Feustking, nach G. Pancieri                                               |                                                                 |
| 2      | Die durch Blut und Mord erlangte Liebe, oder: Nero                        | 25. Februar 1705  | Oper am Gänsemarkt, Hamburg                              | F. C. Feustking                                                                 | Musik verloren                                                  |
| 3      | Der beglückte Florindo                                                    | Januar 1708       | Oper am Gänsemarkt, Hamburg                              | H. Hinsch                                                                       | Musik verloren                                                  |
| 4      | Die verwandelte Daphne                                                    | Februar 1708      | Oper am Gänsemarkt, Hamburg                              | H. Hinsch                                                                       | Musik verloren                                                  |
| 5      | Vincer se stesso è la maggior vittoria (“Rodrigo”)                        | Herbst 1707       | Teatro del Cocomero, Florenz                             | nach F. Silvani: Il duello d’amore e di vendetta                                |                                                                 |
| 6      | Agrippina                                                                 | 26. Dezember 1709 | Teatro San Giovanni Grisostomo, Venedig                  | V. Grimani                                                                      |                                                                 |
| 7a/b   | Rinaldo                                                                   | 24. Februar 1711  | Queen’s Theatre, Haymarket, London                       | G. Rossi, nach A. Hill, nach T. Tasso: La Gerusalemme Liberata                  |                                                                 |
| 8a/b/c | Il pastor fido                                                            | 22. November 1712 | Queen’s Theatre, Haymarket, London                       | G. Rossi, nach G. B. Guarini                                                    |                                                                 |
| 9      | Teseo                                                                     | 10. Januar 1713   | Queen’s Theatre, Haymarket, London                       | N. F. Haym, nach P. Quinault: Thésée                                            |                                                                 |
| 10     | Lucio Cornelio Silla                                                      | 2. Juni 1713?     | Burlington House oder Queen’s Theatre, Haymarket, London | G. Rossi                                                                        |                                                                 |
| 11     | Amadigi di Gaula                                                          | 25. Mai 1715      | King’s Theatre, Haymarket, London                        | N. F. Haym, nach A. H. de La Motte: Amadis de Grèce                             |                                                                 |
| 12a/b  | Radamisto                                                                 | 27. April 1720    | King’s Theatre, Haymarket, London                        | N. F. Haym, nach D. Lalli: L’amor tirannico, o Zenobia                          |                                                                 |
| 13     | Il Muzio Scevola                                                          | 15. April 1721    | King’s Theatre, Haymarket, London                        | P. A. Rolli, nach S. Stampiglia                                                 | nur 3. Akt von Händel (1. Akt: F. Amadei; 2. Akt: G. Bononcini) |
| 14     | Il Floridante                                                             | 9. Dezember 1721  | King’s Theatre, Haymarket, London                        | P. A. Rolli, nach F. Silvani: La costanza in trionfo                            |                                                                 |
| 15     | Ottone, re di Germania                                                    | 12. Januar 1723   | King’s Theatre, Haymarket, London                        | N. F. Haym, nach S. B. Pallavicino: Teofane                                     |                                                                 |
| 16     | Flavio, re de’ Longobardi                                                 | 14. Mai 1723      | King’s Theatre, Haymarket, London                        | N. F. Haym, nach M. Noris: Flavio Cuniberto                                     |                                                                 |
| 17     | Giulio Cesare in Egitto                                                   | 20. Februar 1724  | King’s Theatre, Haymarket, London                        | N. F. Haym, nach G. F. Bussani                                                  |                                                                 |
| 18     | Tamerlano                                                                 | 31. Oktober 1724  | King’s Theatre, Haymarket, London                        | N. F. Haym, nach A. Piovene: Tamerlano & Il Bajazete, nach N. Pradon: Tamerlan  |                                                                 |
| 19     | Rodelinda, regina de’ Langobardi                                          | 13. Februar 1725  | King’s Theatre, Haymarket, London                        | N. F. Haym, nach A. Salvi, nach P. Corneille: Pertharite                        |                                                                 |
| 20     | Publio Cornelio Scipione                                                  | 12. März 1726     | King’s Theatre, Haymarket, London                        | P. A. Rolli, nach A. Salvi                                                      |                                                                 |
| 21     | Alessandro                                                                | 5. Mai 1726       | King’s Theatre, Haymarket, London                        | P. A. Rolli, nach O. Mauro: La superbia d’Alessandro                            |                                                                 |
| 22     | Admeto, re di Tessaglia                                                   | 31. Januar 1727   | King’s Theatre, Haymarket, London                        | O. Mauro, nach A. Aureli: L’Antigona delusa da Alceste                          |                                                                 |
| 23     | Riccardo I., re d’Inghilterra                                             | 11. November 1727 | King’s Theatre, Haymarket, London                        | P. A. Rolli, nach F. Briani: Isacio tiranno                                     |                                                                 |
| 24     | Siroe, re di Persia                                                       | 17. Februar 1728  | King’s Theatre, Haymarket, London                        | N. F. Haym, nach Pietro Metastasio                                              |                                                                 |
| 25     | Tolomeo, re di Egitto                                                     | 30. April 1728    | King’s Theatre, Haymarket, London                        | N. F. Haym, nach C. S. Capece: Tolomeo e Alessandro                             |                                                                 |
| 26     | Lotario                                                                   | 2. Dezember 1729  | King’s Theatre, Haymarket, London                        | G. Rossi, nach A. Salvi: Adelaide                                               |                                                                 |
| 27     | Partenope                                                                 | 24. Februar 1730  | King’s Theatre, Haymarket, London                        | nach S. Stampiglia                                                              |                                                                 |
| 28     | Poro, re dell’Indie                                                       | 2. Februar 1731   | King’s Theatre, Haymarket, London                        | nach Pietro Metastasio: Alessandro nell’Indie                                   |                                                                 |
| 29     | Ezio                                                                      | 15. Januar 1732   | King’s Theatre, Haymarket, London                        | nach Pietro Metastasio                                                          |                                                                 |
| 30     | Sosarme, re di Media                                                      | 15. Februar 1732  | King’s Theatre, Haymarket, London                        | nach A. Salvi: Dionisio, rè di Portogallo                                       |                                                                 |
| 31     | Orlando                                                                   | 27. Januar 1733   | King’s Theatre, Haymarket, London                        | nach C. S. Capece, nach L. Ariosto: Orlando furioso                             |                                                                 |
| 32     | Arianna in Creta                                                          | 26. Januar 1734   | King’s Theatre, Haymarket, London                        | Libretto: nach P. Pariati: Arianna e Teseo                                      |                                                                 |
| A11    | Oreste (Pasticcio)                                                        | 18. Dezember 1734 | Theatre Royal, Covent Garden, London                     | G. Rossi, nach G. B. Guarini                                                    |                                                                 |
| 33     | Ariodante                                                                 | 8. Januar 1735    | Theatre Royal, Covent Garden, London                     | nach A. Salvi: Ginevra, Principessa di Scozia, nach L. Ariosto: Orlando furioso |                                                                 |
| 34     | Alcina                                                                    | 16. April 1735    | Theatre Royal, Covent Garden, London                     | nach A. Fanzaglia: L’isola di Alcina, nach L. Ariosto: Orlando furioso          |                                                                 |
| 35     | Atalanta                                                                  | 12. Mai 1736      | Theatre Royal, Covent Garden, London                     | nach B. Valeriano: La caccia in Etolia                                          |                                                                 |
| 36     | Arminio                                                                   | 12. Januar 1737   | Theatre Royal, Covent Garden, London                     | nach A. Salvi                                                                   |                                                                 |
| 37     | Giustino                                                                  | 16. Februar 1737  | Theatre Royal, Covent Garden, London                     | nach N. Beregani und P. Pariati                                                 |                                                                 |
| 38     | Berenice, regina d’Egitto                                                 | 18. Mai 1737      | Theatre Royal, Covent Garden, London                     | nach A. Salvi                                                                   |                                                                 |
| 39     | Faramondo                                                                 | 3. Januar 1738    | King’s Theatre, Haymarket, London                        | nach A. Zeno                                                                    |                                                                 |
| 40     | Serse (deutscher Titel: Xerxes)                                           | 15. April 1738    | King’s Theatre, Haymarket, London                        | nach N. Minato und S. Stampiglia                                                |                                                                 |
| A 14   | Giove in Argo (Pasticcio)                                                 | 1. Mai 1739       | King’s Theatre, Haymarket, London                        | nach A. M. Lucchini                                                             |                                                                 |
| 41     | Imeneo                                                                    | 22. November 1740 | Theatre Royal, Lincoln’s Inn Fields, London              | nach S. Stampiglia                                                              |                                                                 |
| 42     | Deidamia                                                                  | 10. Januar 1741   | Theatre Royal, Lincoln’s Inn Fields, London              | P. A. Rolli                                                                     |                                                                 |

### Oratorien
| HWV   | Titel                                                                       | Uraufführung             | Ort                                                             |
| ----- | --------------------------------------------------------------------------- | ------------------------ | --------------------------------------------------------------- |
| 46a/b | Il trionfo del Tempo e del Disinganno / Il trionfo del Tempo e della Verità | Juni 1707/ 23. März 1737 | Collegio Clementino, Rom / Theatre Royal, Covent Garden, London |
| 47    | La Resurrezione                                                             | 8. April 1708            | Palazzo Bonelli, Rom                                            |
| 48    | Der für die Sünde der Welt gemarterte und sterbende Jesus (Brockes-Passion) | 3. April 1719            | Domkirche, Hamburg                                              |
| 50b   | Esther                                                                      | 2. Mai 1732              | King’s Theatre, Haymarket, London                               |
| 51    | Deborah                                                                     | 21. Februar 1733         | King’s Theatre, Haymarket, London                               |
| 52    | Athalia                                                                     | 10. Juli 1733            | Sheldonian Theatre, Oxford                                      |
| 53    | Saul                                                                        | 16. Januar 1739          | King’s Theatre, Haymarket, London                               |
| 54    | Israel in Egypt (Exodus)                                                    | 4. April 1739            | King’s Theatre, Haymarket, London                               |
| 55    | L’Allegro, il Penseroso ed il Moderato                                      | 27. Februar 1740         | Theatre Royal, Lincoln’s Inn Fields, London                     |
| 56    | The Messiah                                                                 | 13. April 1742           | New Music Hall, Dublin                                          |
| 57    | Samson                                                                      | 18. Februar 1743         | Theatre Royal, Covent Garden, London                            |
| 58    | Semele                                                                      | 10. Februar 1744         | Theatre Royal, Covent Garden, London                            |
| 59    | Joseph and his Brethren                                                     | 2. März 1744             | Theatre Royal, Covent Garden, London                            |
| 60    | Hercules                                                                    | 5. Januar 1745           | King’s Theatre, Haymarket, London                               |
| 61    | Belshazzar                                                                  | 27. März 1745            | King’s Theatre, Haymarket, London                               |
| 62    | An Occasional Oratorio                                                      | 14. Februar 1746         | Theatre Royal, Covent Garden, London                            |
| 63    | Judas Maccabaeus                                                            | 1. April 1747            | Theatre Royal, Covent Garden, London                            |
| 64    | Joshua                                                                      | 9. März 1748             | Theatre Royal, Covent Garden, London                            |
| 65    | Alexander Balus                                                             | 23. März 1748            | Theatre Royal, Covent Garden, London                            |
| 66    | Susanna                                                                     | 10. Februar 1749         | Theatre Royal, Covent Garden, London                            |
| 67    | Solomon                                                                     | 17. März 1749            | Theatre Royal, Covent Garden, London                            |
| 68    | Theodora                                                                    | 16. März 1750            | Theatre Royal, Covent Garden, London                            |
| 69    | The Choice of Hercules                                                      | 1. März 1751             | Theatre Royal, Covent Garden, London                            |
| 70    | Jephtha                                                                     | 26. Februar 1752         | Theatre Royal, Covent Garden, London                            |
| 71    | The Triumph of Time and Truth                                               | 11. März 1757            | Theatre Royal, Covent Garden, London                            |

### Kantaten, Anthems und Hymnen
| HWV     | Titel                     | Entstehung        | Ort                       | Libretto              | Bemerkung                         |
| ------- | ------------------------- | ----------------- | ------------------------- | --------------------- | --------------------------------- |
| 122     | Apollo e Dafne            | 1709–10           | Venedig, Hannover         | Ovids Metamorphosen?  | Cantata drammatica                |
| 264     | The ways of Zion do mourn | 17. Dezember 1737 | London, Westminster Abbey |                       | Funeral Anthem for Queen Caroline |
| 246–256 | Chandos Anthems           | 1717–18           | London                    |                       | Psalmen                           |
| 258     | Coronation Anthems        | 11. Oktober 1727  | London                    |                       | Krönungshymnen für Georg II.      |
| 265     | Dettinger Anthem          | 27. November 1743 | London, Westminster Abbey | Psalm 20, 21          |                                   |
| 268     | Foundling Hospital Anthem | 27. Mai 1749      | London                    | Psalms 8, 41, 72, 112 |                                   |

### Serenaten, Oden und Masques (Auswahl)
| HWV | Titel                                    | Uraufführung      | Ort                                         |
| --- | ---------------------------------------- | ----------------- | ------------------------------------------- |
| 49a | Acis and Galatea (Masque)                | Juni 1718         | Residenz Cannons bei London                 |
| 49b | Acis and Galatea (Serenata)              | 10. Juni 1732     | King’s Theatre, Haymarket, London           |
| 50a | Esther (Haman and Mordecai)              | vermutlich 1718   | Residenz Cannons bei London                 |
| 72  | Aci, Galatea e Polifemo                  | 19. Juli 1708     | Neapel                                      |
| 73  | Il Parnasso in festa                     | 13. März 1734     | King’s Theatre, Haymarket, London           |
| 74  | Ode for the Birthday of Queen Anne       | 6. Februar 1713   | Königshof in London                         |
| 75  | Alexander’s Feast or The Power of Musick | 19. Februar 1736  | King’s Theatre, Haymarket, London           |
| 76  | Ode for St. Cecilia’s Day                | 22. November 1739 | Theatre Royal, Lincoln’s Inn Fields, London |

### „Te Deum“-Vertonungen
| HWV | Titel              | Uraufführung                  | Ort                                         |
| --- | ------------------ | ----------------------------- | ------------------------------------------- |
| 278 | Utrechter Te Deum  | 7. Juli 1713                  | St Paul’s Cathedral in London               |
| 279 | Utrechter Jubilate | 7. Juli 1713                  | St Paul’s Cathedral in London               |
| 280 | Caroline Te Deum   | vermutlich 26. September 1714 | Königskapelle, St. James’s Palace in London |
| 281 | Chandos Te Deum    | 1717/1718                     | St. Lawrence’s Church, Cannons              |
| 282 | Te Deum in A-Dur   | vermutlich 16. Januar 1726    | Königskapelle, St. James’s Palace in London |
| 283 | Dettinger Te Deum  | 27. November 1743             | Königskapelle, St. James’s Palace in London |

### Instrumentalmusik
- Sechs Orgelkonzerte Nr. 1–6 op. 4 (HWV 289–294)
- Sechs Orgelkonzerte Nr. 7–12 op. 7 (HWV 306–311)
- Vier Orgelkonzerte Nr. 13–16 (HWV 295, 296a, 304, 305a)
- Sechs Concerti grossi op. 3 (HWV 312–317)
- Zwölf Concerti grossi op. 6 (HWV 319–330)
- Drei Concerti a due cori (HWV 332–334)
- Water Music (Wassermusik, HWV 348–350)
- Music for the Royal Fireworks (Feuerwerksmusik, HWV 351)
- Sechs einzeln überlieferte Instrumentalwerke (HWV 318 Alexanderfest-Konzert, HWV 336, 337, 338, 404 und 424)
- Fünfzehn Solosonaten für Flöte oder Oboe oder Violine und Basso continuo op. 1 (HWV 359–373)
- Sechs Triosonaten op. 2 für zwei Violinen oder Oboen oder Flöten und Basso continuo (HWV 386–391)
- Sieben Triosonaten op. 5 für zwei Violinen oder Flöten und Basso continuo (HWV 396–402)
- Acht Cembalosuiten: Suites de pièce pour le clavecin Vol. 1 (HWV 426–433)
- Neun Cembalosuiten: Suites de pièce pour le clavecin Vol. 2 (HWV 434–442)
- Sechs Fugen: Six Fugues or Voluntarys for the Organ or Harpsichord (HWV 605–610)
- handschriftlich überlieferte Cembalowerke, Suiten und Einzelstücke

## Datenträger
- Georg Friedrich Händel: Meisterwerke ● 40 Stunden MP3. DVD–ROM, Aretinus Gesellschaft für Musikarchivierung mbH, Berlin 2006, ISBN 3-939107-15-8.